# Liliputbahn Prater
| Liliputbahn mit Dampflokomotive Da2 |                      |                        |                        |
| Streckenlänge: | 3,9 km               |                        |                        |
| Spurweite: | 381 mm (Liliputbahn) |                        |                        |
| |                      |                        |                        |
| \| \| \| \| \| \| \| \| Prater Hauptbahnhof \| \| \| \| \| Remise \| \| \| \| \| \| \| \| \| \| Schweizerhaus-Luftburg \| \| \| \| \| Rotunde \| \| \| \| \| \| \| \| \| \| Stadion \| \| \| \| \| Kehrschleife \| \| |                      |                        |                        |
| Strecke von links · Strecke quer · Strecke von rechts |                      |                        |                        |
| Bahnhof · Bahnhof |                      | Prater Hauptbahnhof    | Prater Hauptbahnhof    |
| Strecke · Betriebs-/Güterbahnhof Streckenanfang · Strecke geradeaus |                      | Remise                 | Remise                 |
| |                      |                        |                        |
| Bahnhof |                      | Schweizerhaus-Luftburg | Schweizerhaus-Luftburg |
| Bahnhof |                      | Rotunde                | Rotunde                |
| Verschwenkung von links · Verschwenkung von rechts |                      |                        |                        |
| Bahnhof · Strecke geradeaus |                      | Stadion                | Stadion                |
| Strecke nach links · Strecke nach rechts |                      | Kehrschleife           | Kehrschleife           |

Die Liliputbahn im Wiener Prater ist eine 3,9 km lange schmalspurige Parkeisenbahn auf einem Rundkurs. Der Name der kleinen Bahn bezieht sich auf den Roman Gullivers Reisen von Jonathan Swift, in dem winzige Menschen („Liliputaner“) auf einer Insel namens Liliput leben. Die Bahn wird betrieben innerhalb der Marke Lilis Welt in der seit Juni 2006 bestehenden Rechtsform Liliputbahn im Prater GesmbH.

## Allgemeines

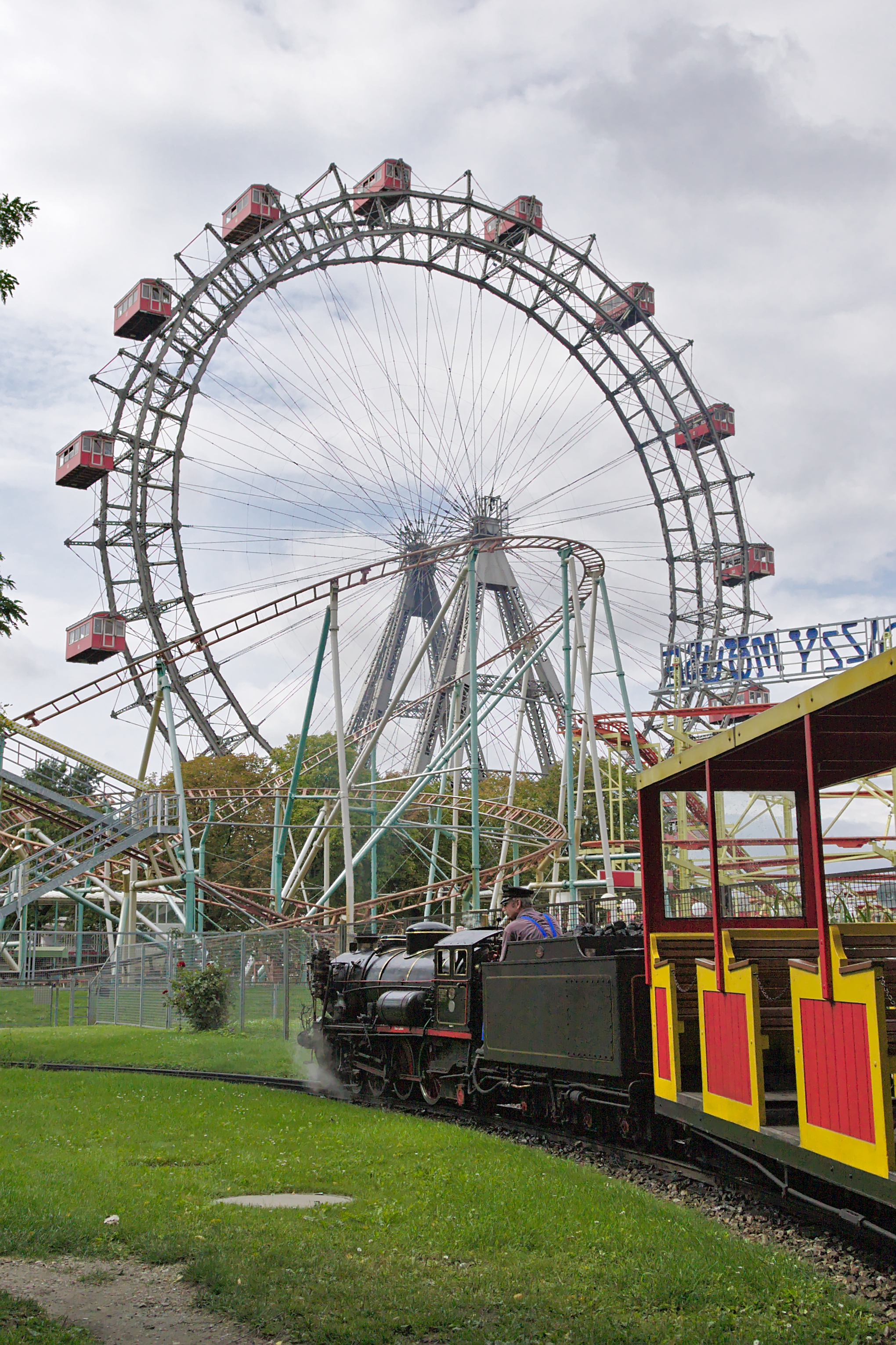
Zug in der Schleife beim Riesenrad, hier befindet sich jetzt der „Tunnel“.

Die Liliputbahn fährt von Mitte März bis Ende Oktober. Wie im Prater allgemein üblich werden die täglichen Betriebszeiten flexibel gehandhabt. Der erste Zug fährt normalerweise um 10 Uhr. Vor den Schulferien, also von Ende Mai bis Ende Juni, wird schon ab 9 Uhr gefahren, da viele Schulen und Kindergärten in den Prater kommen. Der Betriebsschluss richtet sich nach der Nachfrage; üblicherweise wird in der kühleren Jahreszeit um 17 Uhr geschlossen, im Hochsommer um 20 Uhr.
An Werktagen fährt normalerweise bis 13 Uhr eine Diesellok im 30-Minuten-Intervall, danach fahren zwei Dieselloks im 15-Minuten-Intervall. Am Wochenende und an Feiertagen wird ganztägig im 15-Minuten-Intervall gefahren; außerdem wird eine der beiden Dampfloks eingesetzt. Da das Anheizen fünf Stunden dauert, kommt diese aber erst ab Mittag auf die Strecke. Bei großer Nachfrage wird ein dritter oder vierter Zug eingesetzt. Eine Rundfahrt kostet 6 € (Kinder 3,50 €), eine Teilstrecke 3 €.

## Geschichte

### Vorgeschichte

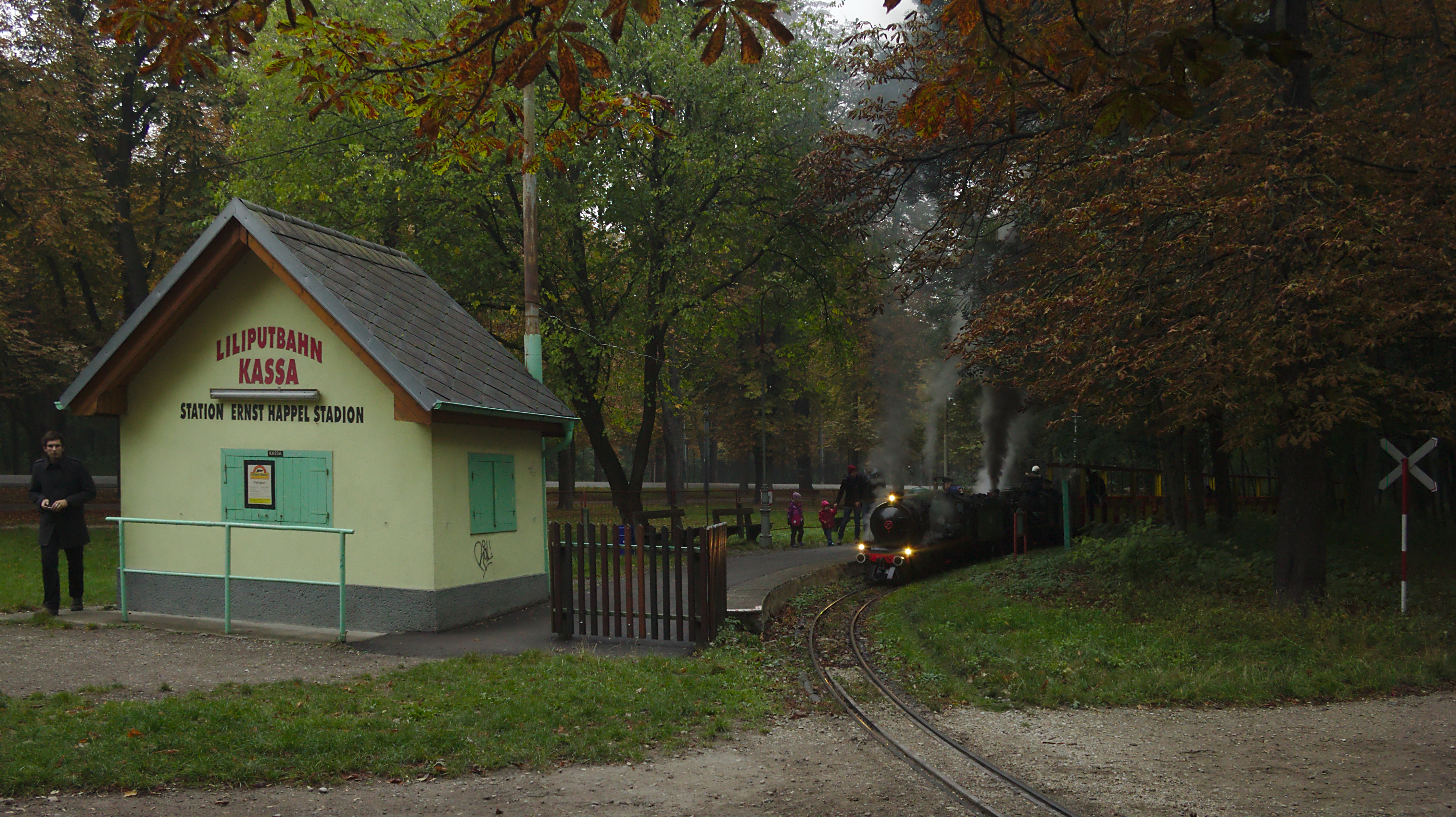
Station Ernst-Happel-Stadion

Die erste Schienenbahn im Prater war die „Schaubahn“, eine 227,5 m lange Pferdebahn, die im Herbst 1824 errichtet wurde. Die kurze Bahnstrecke diente dem Erbauer Franz Anton von Gerstner dazu, Interessenten und Geldgeber für eine Eisenbahnlinie von Linz nach Budweis zu finden. Tatsächlich führte die Schaubahn dazu, dass sich die Handelshäuser Geymüller &  Co., J. H. Stametz & Co. sowie Georg Simon von Sina für das Projekt interessierten; 1825 wurde mit dem Bau der Pferdeeisenbahn Budweis-Linz begonnen. Die Schaubahn im Prater wurde wieder abgetragen.
Im Jahr 1834 baute der Optiker Peter Wilhelm Friedrich von Voigtländer eine kurze Strecke im Prater, die jedoch nicht mit Schienen versehen war, sondern als Dampfomnibus betrieben werden sollte. Die Strecke fungierte als Probebetrieb für eine projektierte Linie Wien–Pressburg. Das Fahrzeug („Dampfzugkarren“) hatte Voigtländer um 600 Pfund bei Walter Hancock in England erworben. Ab dem 27. August 1834 stellte Voigtländer die Straßenlokomotive im Prater aus, wobei ein Eintrittsgeld von 24 Kreuzern zu entrichten war. Am 26. Oktober 1834 fuhr Voigtländer dann das Fahrzeug in der Hauptallee vor 15.000 Zuschauern. Das Bahnprojekt wurde letztlich nie realisiert, und das Fahrzeug nach Russland verkauft.
Eine weitere Vorläuferin der Liliputbahn im Prater war die so genannte „Schnackerlbahn“, die um 1890 vom Praterstern (Verbindungsbahn) über die Venediger Au, wo sich der Zirkus Busch befand, zum Westportal der Rotunde verkehrte. Anlass für ihre Errichtung war die Land- und Forstwirtschafts-Industrie- und Kunst-Ausstellung. Der Erfolg war so groß, dass der Erbauer (und Österreichs ältester Automobilist), Josef Eduard Bierenz (1853–1919), die Betriebserlaubnis dreimal verlängern ließ. Die Trambahn hatte eine Spurweite von 600 Millimeter. Der offene Triebwagen war mit einem Petroleum-Motor von Daimler bestückt; er befindet sich heute im Lager des Technischen Museums.

### Planung
Der Praterunternehmer Ludwig Pretscher (1872–1928) besuchte 1925 die Deutsche Verkehrsausstellung in München und war dort von der Liliputbahn begeistert. Er wollte auch im Wiener Prater eine derartige Attraktion errichten und fand rasch Zustimmung und Kapital von zahlreichen Gastronomen und Schaustellern des Praters. Noch im gleichen Jahr entwickelte der Zivilingenieur Franz Gaudernack ein entsprechendes Projekt. Vorgesehen war eine 4,7 km lange Strecke vom Riesenrad bis zur Kirche Maria Grün, die parallel zur Hauptallee fast den ganzen Prater durchquert hätte. Vom Bundesministerium für Handel und Verkehr als oberste Eisenbahnbehörde wurden die Pläne rasch genehmigt; nur der Name der Endstation war unzulässig, da es den Haltestellennamen Maria Grün bereits in der Steiermark gab. Der Bau scheiterte letztlich an der Gemeinde Wien, die die notwendigen Grundstücke nicht abtreten wollte.
Für den Juli 1928 war im Prater das 10. Deutsche Sängerbundtreffen anlässlich des 100. Todestages von Franz Schubert geplant. Angesichts dieses Publikumsmagneten suchten Ludwig Pretscher und sein „Arbeitsausschuss für die Errichtung einer Kleinbahn im Wiener Volksprater“ abermals um Bewilligung an, diesmal aber in verkürzter Form: die Strecke sollte nur vom Riesenrad bis zum Südportal der Rotunde führen und lag somit zur Gänze im Bereich der Praterverwaltung. Eine eisenbahnrechtliche Bewilligung war nicht erforderlich, da das Verkehrsministerium befand, dass es sich nicht um ein öffentliches Verkehrsmittel, sondern um eine „Belustigung“ im Prater handle. Somit stand dem Bau ab 1927 nichts mehr im Wege. Unerwartete Probleme bereitete hingegen die biologische Versuchsstation der Akademie der Wissenschaften, das Vivarium; es lief gegen das Projekt Sturm, da durch den Lärm, den Rauch und die Bodenerschütterungen Störungen bei Versuchen befürchtet wurden. Daraufhin wurden die Pläne abgeändert und ein großer Bogen um die Versuchsanstalt eingeplant.
Erbaut wurde die Liliputbahn ab 1927 vom Leipziger Feldbahn-Unternehmen Brangsch (später: VEB Baumechanik Engelsdorf). In sehr kurzer Zeit wurden die Gleisanlagen, ein Heizhaus, ein Verwaltungsgebäude, eine Remise mit sechs Gleisen sowie Kassenhäuschen bei den zwei Stationen errichtet. Es wurden drei Lokomotiven des Typs Martens’sche Einheitsliliputlok bei der Lokomotivfabrik Krauss & Comp., München, bestellt, von denen aber zunächst nur zwei ausgeliefert wurden. Von der Firma Waggon- und Maschinenbau AG (WUMAG) in Görlitz wurden sechs Wagengarnituren zu je sechs Waggons beschafft. Das Budget für die Errichtung der gesamten Bahnanlage betrug 600.000 Schilling (etwa 2,5 Millionen Euro in heutiger Währung).
Der Initiator des Projekts, Ludwig Pretscher, verstarb am 28. März 1928, vier Wochen vor der Eröffnung. Sein Nachfolger wurde der Gastronom Joe Lesti, Inhaber des Restaurants Zum Eisvogel im Prater.

### Die Liliputbahn 1928–1945

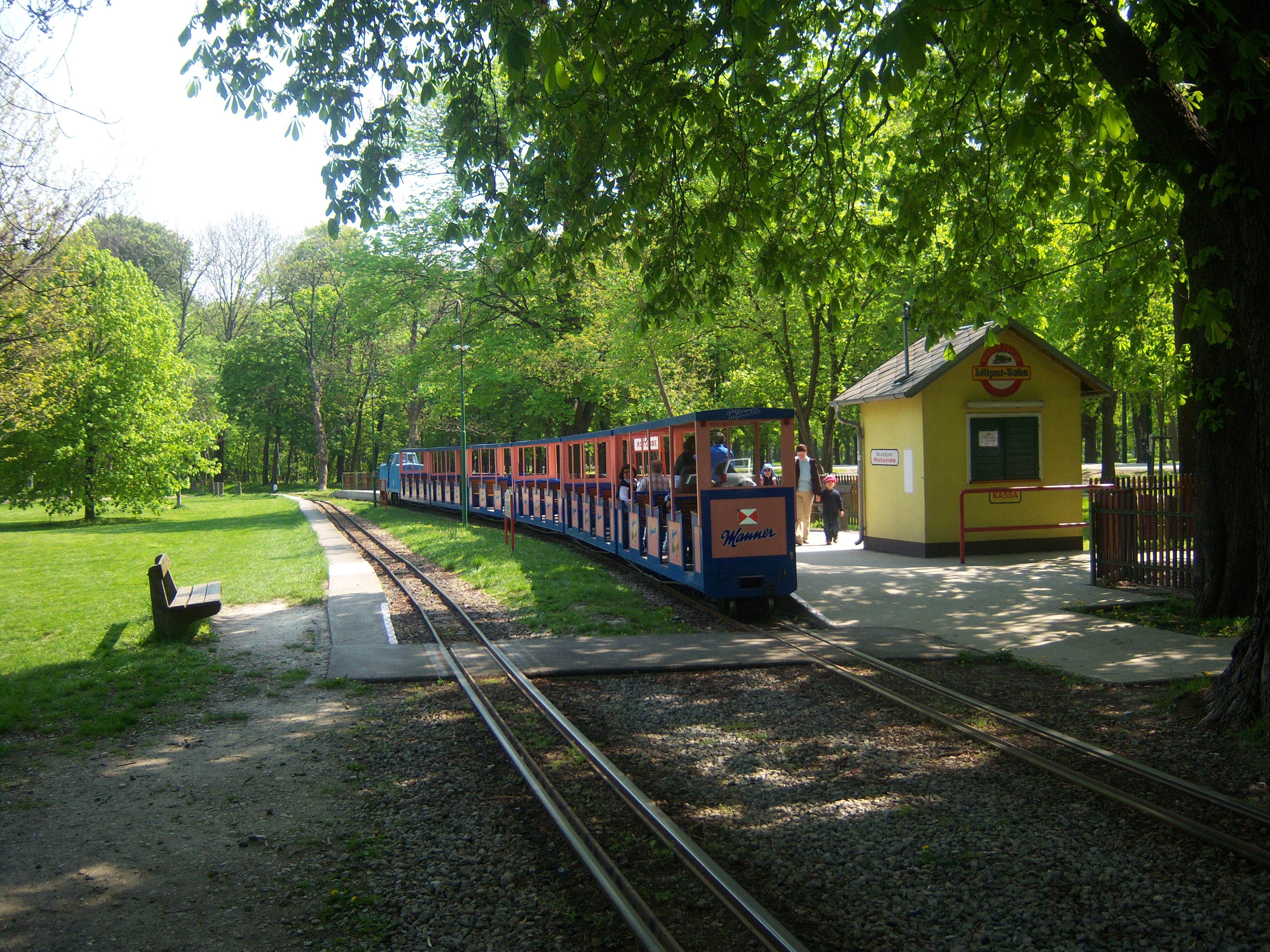
Station Rotunde

Die beiden Lokomotiven „1“ und „2“ wurden am 23. und 25. April 1928 mit Pferdefuhrwerken angeliefert. Schon am 28. April fuhren erstmals geladene Gäste auf der Bahn, die offizielle Eröffnung erfolgte am 1. Mai 1928. Anfangs stürmten die Wiener die neue Attraktion, und auch während der Wiener Herbstmesse 1928 war der Besucherandrang hoch, doch die schlechte Wirtschaftslage drückte aufs Geschäft. Als Folge wurde der Ankauf der dritten Lokomotive storniert. Um die Bahn attraktiver zu machen, wurde 1933 die Strecke von 2,5 auf 3,9 Kilometer bis zum zwei Jahre zuvor erbauten Praterstadion verlängert, was den wirtschaftlichen Erfolg aber nicht wesentlich verbesserte.
Wirtschaftlich bergauf ging es erst nach dem Anschluss Österreichs an das Deutsche Reich, als eine große Zahl von Wehrmachtssoldaten und NS-Funktionären bei ihren Erkundungen der Stadt auch die Liliputbahn frequentierten. 1942 wurde eine dritte, baugleiche Martens’sche Einheitsliliputlok beschafft, die auf dem Werksgelände der Firma Brangsch in Leipzig ohne Verwendung abgestellt und deshalb günstig zu kaufen war.
Im Frühjahr 1945 kam es zur Schlacht um Wien, bei der der Wurstelprater fast völlig zerstört wurde. Fast alle Gebäude der Liliputbahn brannten ab, lediglich die Station Stadion blieb intakt und besteht noch heute. Die drei Lokomotiven überstanden das Feuer; die Waggons verbrannten, aber die Fahrgestelle blieben erhalten. Die Gleisanlage war durch unzählige Bomben- und Granatentreffer stark beschädigt.

### Die Liliputbahn seit 1945

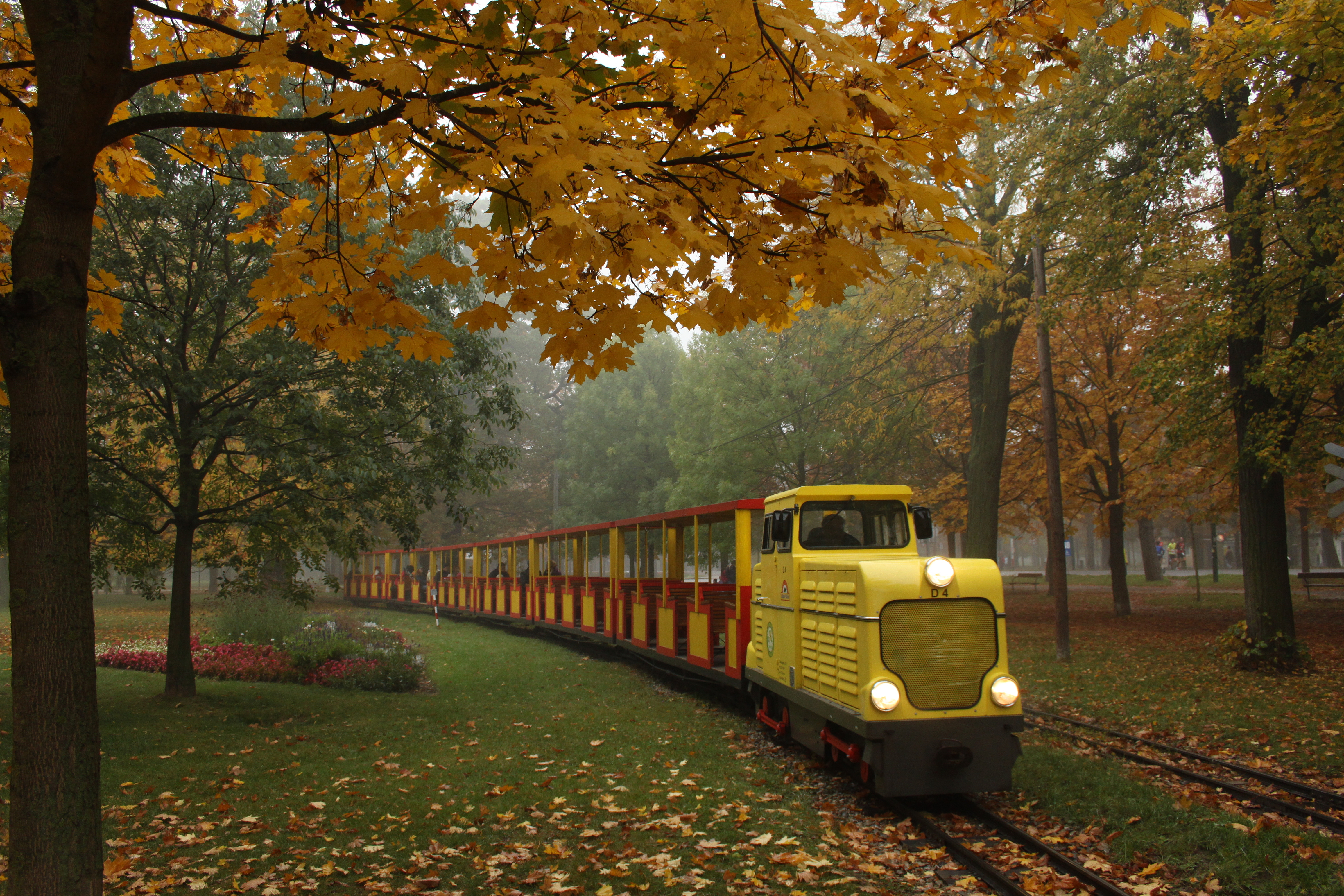
Zug mit Lok D4 gegen Saisonende im Oktober 2012

Während der NS-Zeit waren die sieben Eigentümer der Liliputbahn verdrängt bzw. arisiert worden; sie wurden durch sieben Eigner ersetzt, die einen deutlichen Bezug zum Nationalsozialismus hatten. Nach Kriegsende tauchten diese Personen unter, sodass die Liliputbahn führungslos war. Die Betreiberfirma Liliputbahn im Prater Pilz & Co. (Wien, II., Prater 57) wurde daher unter öffentliche Verwaltung mit zwei Vertretungsbefugten gestellt.
Mit Beginn der Sanierung des Praters im Herbst 1945 sollte gemäß Stadtrat Karl Honay (1891–1959) als Erstes die Liliputbahn für den Abtransport des allgegenwärtigen Schutts instand gesetzt werden, doch Material für den Wiederaufbau war zunächst nicht verfügbar. Daher wurden alle noch brauchbaren Schienen und Schwellen eingesammelt und damit eine neue, kurze Strecke zwischen Schweizerhaus und Rotunde gebaut. 1946 konnte das Paukerwerk in Wien-Floridsdorf die Lokomotiven 1 und 3 wieder betriebsfähig machen, und am 30. April 1947 ging die Bahn wieder in Betrieb. Der Publikumsandrang war enorm. In der Sommersaison 1947 wurden 1.444 Züge geführt und 132.000 Fahrgäste befördert. Im folgenden Jahr war auch die Lokomotive 2 wieder verfügbar.
Zu dieser Zeit war der jüdische Textilhändler Jakob Passweg (1902–1980), der die NS-Zeit als „U-Boot“ versteckt überlebt hatte, damit beschäftigt, Schulden einzutreiben. Einer seiner Schuldner bot ihm als Zahlung seinen Anteil der Liliputbahn an, was Passweg akzeptierte. In den folgenden Monaten gelang es ihm, die sechs anderen Eigentümer aufzuspüren und deren Anteile zu kaufen, sodass er 1950 Alleinbesitzer der Praterbahn wurde. Er zog sich aus dem Textilhandel teilweise zurück und machte die Liliputbahn zu seiner Lebensaufgabe.
1958 wurde die erste Diesellokomotive in Dienst gestellt. Später wurde auf dem Fahrwerk der 1942 zugekauften Lok 3, deren Dampfkessel schadhaft geworden war, eine Diesellokomotive aufgebaut. Schließlich erweiterten weitere zwei Diesellokomotiven den Fuhrpark. Im Jahr 1980 starb Jakob Passweg, und die Geschäfte führte nun seine Frau Lola Passweg, die sie später an ihre Tochter Susanna Kleindienst-Passweg übergab; heute ist deren Tochter Anna Kleindienst die Eigentümerin.
Im Jahr 2011 wurde die Haltestelle Schweizerhaus-Luftburg errichtet, die die umliegenden Gastronomiebetriebe erschließt. Die Station wird aber nur in Fahrtrichtung zum Stadion eingehalten. Das Gegengleis hat hier eine Steigung von 14 ‰, was beim Anfahren zu Problemen führen könnte. Ebenfalls 2011 wurde kurz vor dem Hauptbahnhof ein 18 Meter langer Tunnel errichtet, eine Stahlkonstruktion mit Fels-Imitation. Er führt unter einer – ebenfalls von der Liliputbahn betriebenen – Wasserbahn hindurch und verhindert, dass die Fahrgäste deren Spritzwasser abbekommen. Für die kommenden Jahre ist geplant, den Hauptbahnhof zweigleisig mit Mittelbahnsteig auszuführen, und nördlich davon ein Besucherzentrum zu errichten.

### Prominente Fahrgäste

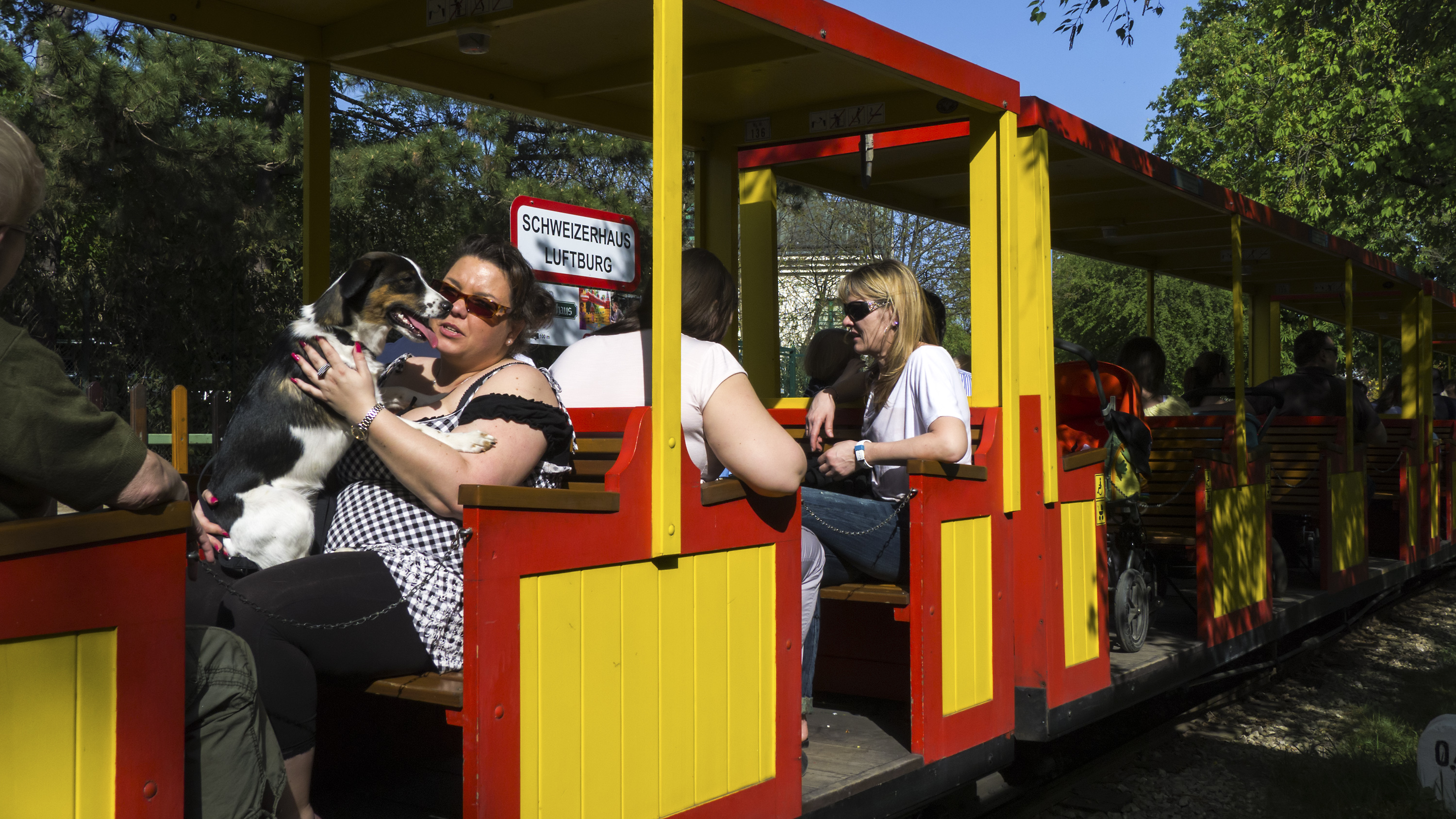
Fahrgäste in der Liliputbahn

Prominente Fahrgäste der Liliputbahn waren vor allem österreichische Politiker:
- Adolf Schärf (Bundespräsident),
- Leopold Figl (Bundeskanzler) und
- Bruno Kreisky (Bundeskanzler), der sich einmal sogar als Lokführer betätigte.[10]
- Prominentester Passagier war allerdings der ehemalige sowjetische Außenminister Wjatscheslaw Molotow. Während seiner Zeit als sowjetischer Delegierter bei der Internationalen Atomenergieorganisation IAEO in Wien fuhr er einmal in der Woche mit der kleinen Bahn.[10]

## Technik

### Die Ultra-Schmalspur

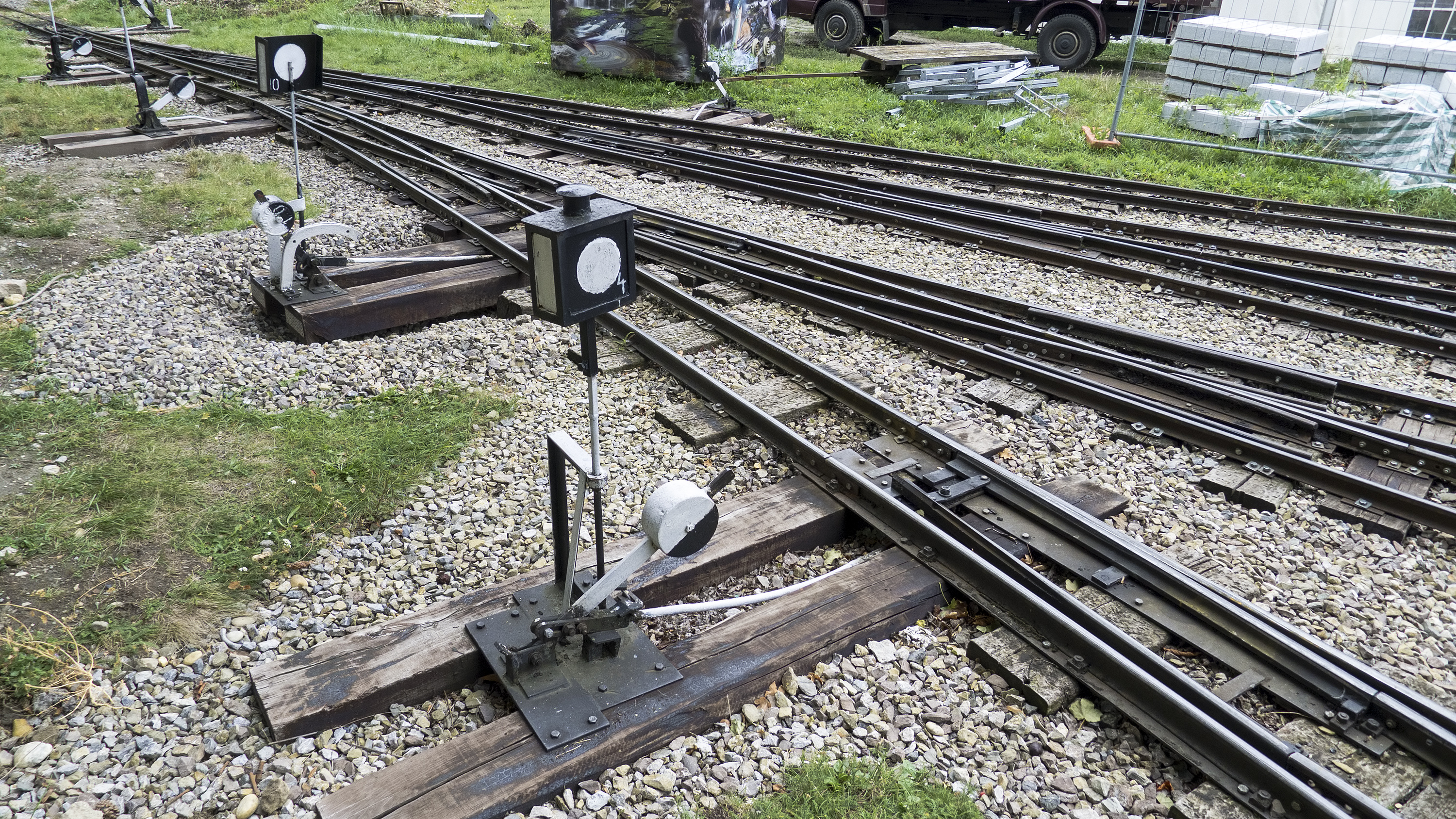
Weichen vor der Remise

Die sehr schmale Spurweite von 15 Zoll (381 mm) wurde in England von Arthur Percival Heywood für Lokalbahnen und Industriebahnen propagiert. Der Ingenieur Henry Greenly baute daraufhin Dampflokomotiven für derartige Miniatur-Eisenbahnen. In der Folge installierten zahlreiche wohlhabende Engländer zu ihrem Vergnügen 15-Zoll-Bahnanlagen auf ihren Anwesen.
In Deutschland wurden 15-Zoll-Bahnen als Attraktion bei Ausstellungen eingesetzt. Die Firma Krauss & Co in München entwickelte dafür nach englischem Vorbild die Einheitsliliputlok, von der 15 Stück gebaut wurden. Die formschönen Loks entsprechen einer Pacific-Schnellzuglokomotive im Maßstab 1:3.
Die 1928 verlegten Schienen sind eine modifizierte Version des Profils S10, wurden aber in dieser Form zu dieser Zeit nicht mehr verwendet. Es wird vermutet, dass die Firma Brangsch noch Restbestände von Feldbahn-Schienen des Ersten Weltkriegs besaß und diese in Wien verlegte. Diese originalen Schienen finden sich heute noch im Abschnitt Schweizerhaus–Rotunde, die Schienen im Rest der Strecke sind jünger.
Bei Straßenkreuzungen wurden gebrauchte Rillenschienen der Wiener Straßenbahn eingebaut. Diese haben zwar sehr viel größeren Querschnitt als die sonstigen Schienen der Liliputbahn; da sie aber in die Straße einbetoniert sind, ist dies nicht sichtbar.

### Strecke
Die Streckenlänge beträgt 3,9 Kilometer, die verwendete Spurweite 381 mm (15 Zoll). Die Strecke verläuft in einem Rundkurs, der gegen den Uhrzeigersinn befahren wird. Sie verläuft größtenteils in Sichtweite der Hauptallee und die Gleise der beiden Fahrtrichtungen werden über eine erhebliche Entfernung als zweigleisige Strecke geführt. Die Bahn verfügt über vier Stationen:
- Prater Hauptbahnhof (in der Nähe des Planetariums)
- Schweizerhaus-Luftburg (nur in Fahrtrichtung Stadion)
- Rotunde (bei der Kaiserallee)
- Stadion (danach Umkehrschleife)

Zurückgelegt wird diese Strecke in ungefähr 20 Minuten.
Der engste Kurvenradius der Strecke beträgt 20 Meter, die größte Steigung – auf einem etwa 100 Meter langen Teilstück – 14 ‰.

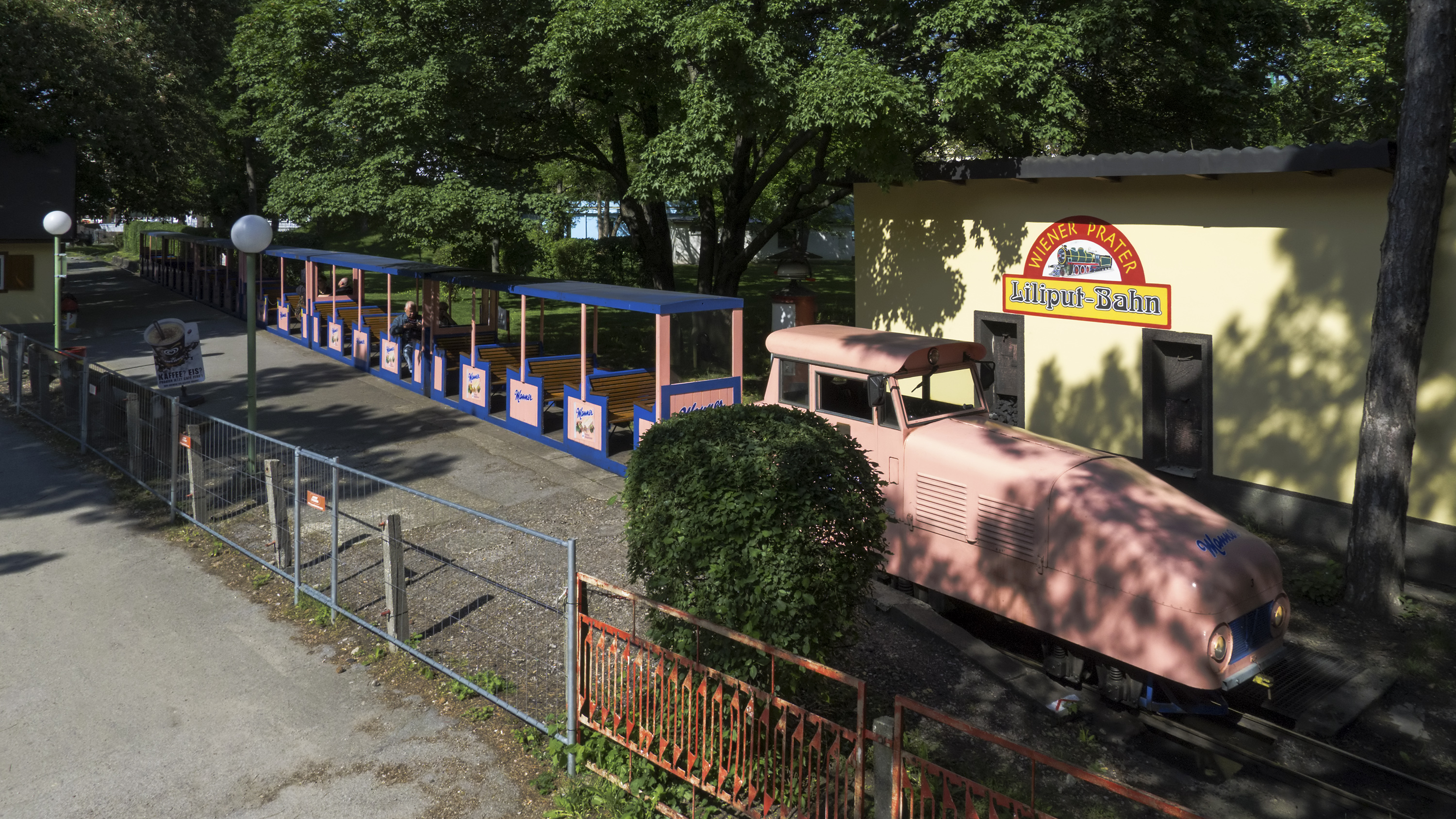
Hauptbahnhof
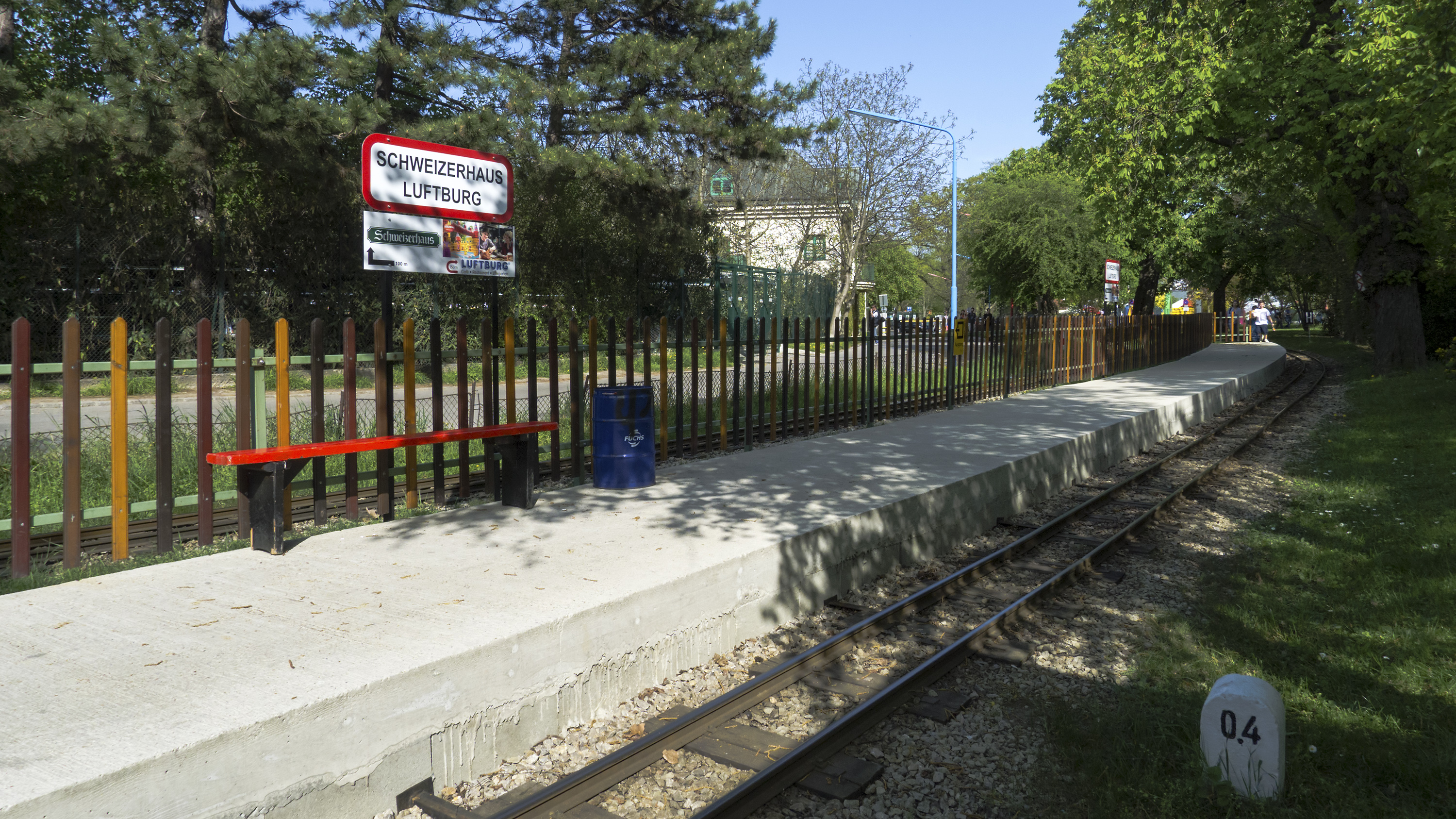
Station Schweizerhaus-Luftburg
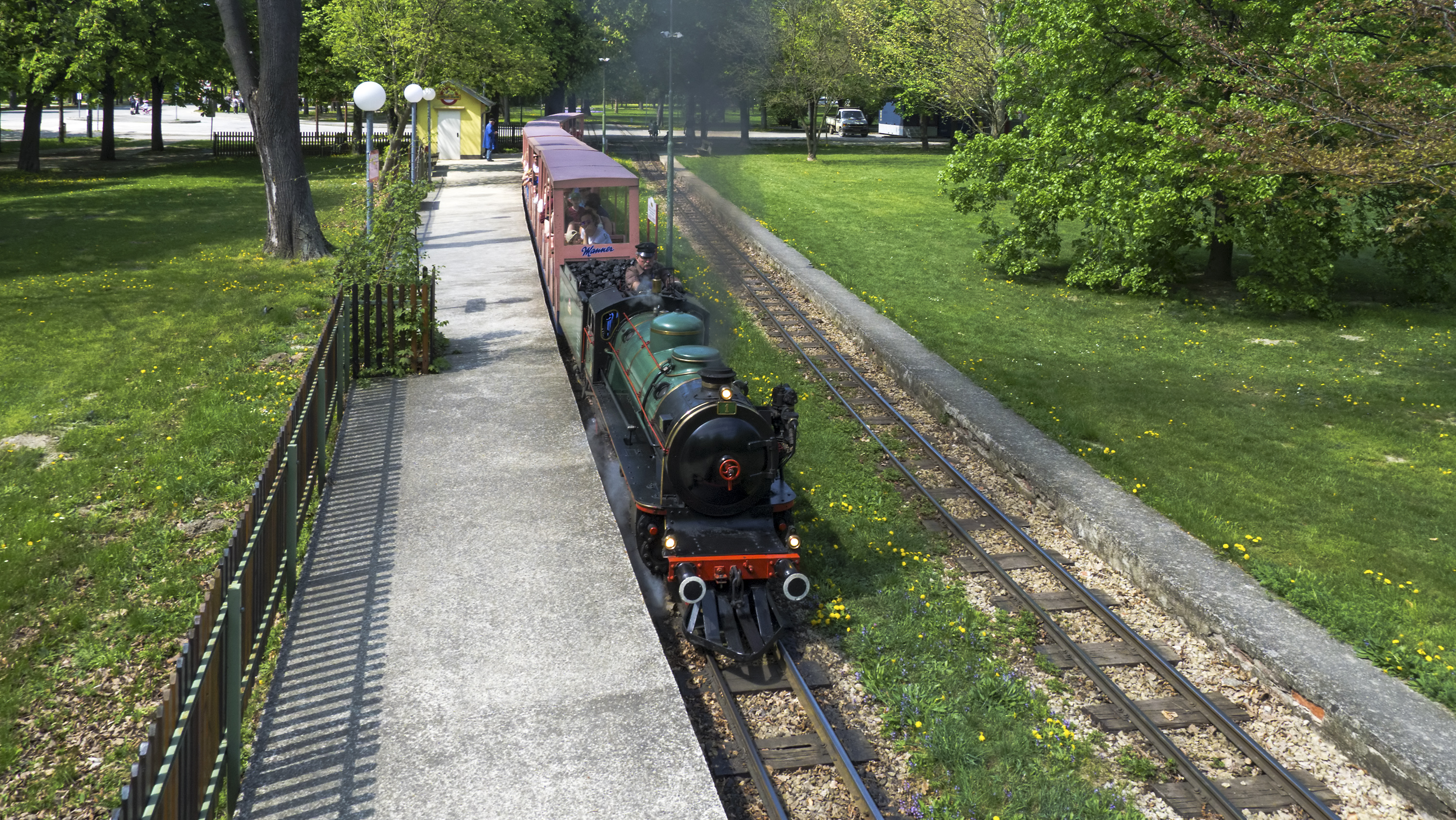
Station Rotunde
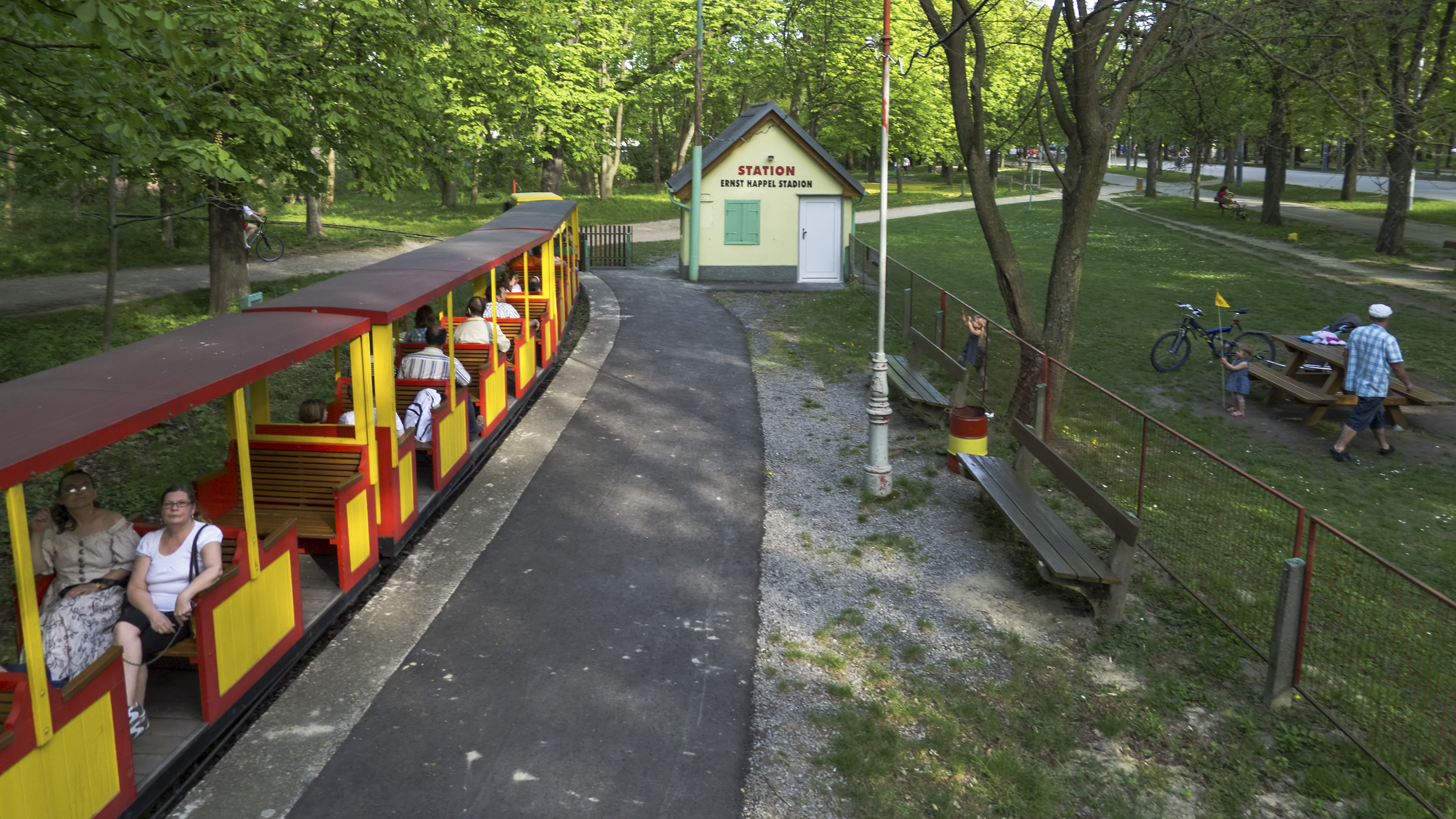
Station Stadion

### Bauten
Die Liliputbahn verfügt über ein dreigleisiges Heizhaus. Es wurde 1947 als Provisorium aus Kriegsschutt errichtet, was an den derb wirkenden Holztoren und den unterschiedlichen Fenstern ersichtlich ist. Nichtsdestoweniger ist es heute noch in Verwendung.
Die Wagenremise wurde ebenfalls nach dem Krieg errichtet, aber 1992 durch einen Neubau ersetzt. Sie ist 42,5 m lang, 12,5 m breit und hat acht Gleise. Das Dach des Beton-Ziegel-Verbundbaus ist durchgehend begrünt. Der Bau dient auch als Garage für die vom selben Unternehmen betriebenen schienenlosen Prater-Züge.
Die Liliputbahn hatte ursprünglich gar keine, später nur eine sehr bescheidene Werkstatt. Erst 1960 wurde eine komfortable Werkstätte an das Heizhaus angebaut. Das mittlere Heizhausgleis wurde verlängert, sodass durch einen Mauerdurchbruch Fahrzeuge in die Werkstatt verschoben werden können. In unmittelbarer Nähe befindet sich die „Hauptwerkstatt“ des Unternehmens, in der vor allem die anderen Fahrgeschäfte gewartet werden. Auch hier kann an den Fahrzeugen der Liliputbahn gearbeitet werden. In diesem Gebäude befindet sich auch die Verwaltung.
Das Haltestellenhäuschen Stadion ist das Original von 1933, die Station Hauptbahnhof wurde nach dem Krieg entsprechend dem Original nachgebaut; die Station Rotunde ebenfalls, sie wurde aber in jüngerer Zeit durch einen Neubau ersetzt. Unmittelbar beim Hauptbahnhof befindet sich der Kohlenbunker der Liliputbahn. Der ursprünglich darüber befindliche Wasserbehälter wurde nicht wieder aufgebaut; die Dampfloks fahren heute mit Leitungswasser, das mittels Ionenaustauscher entkalkt wird.

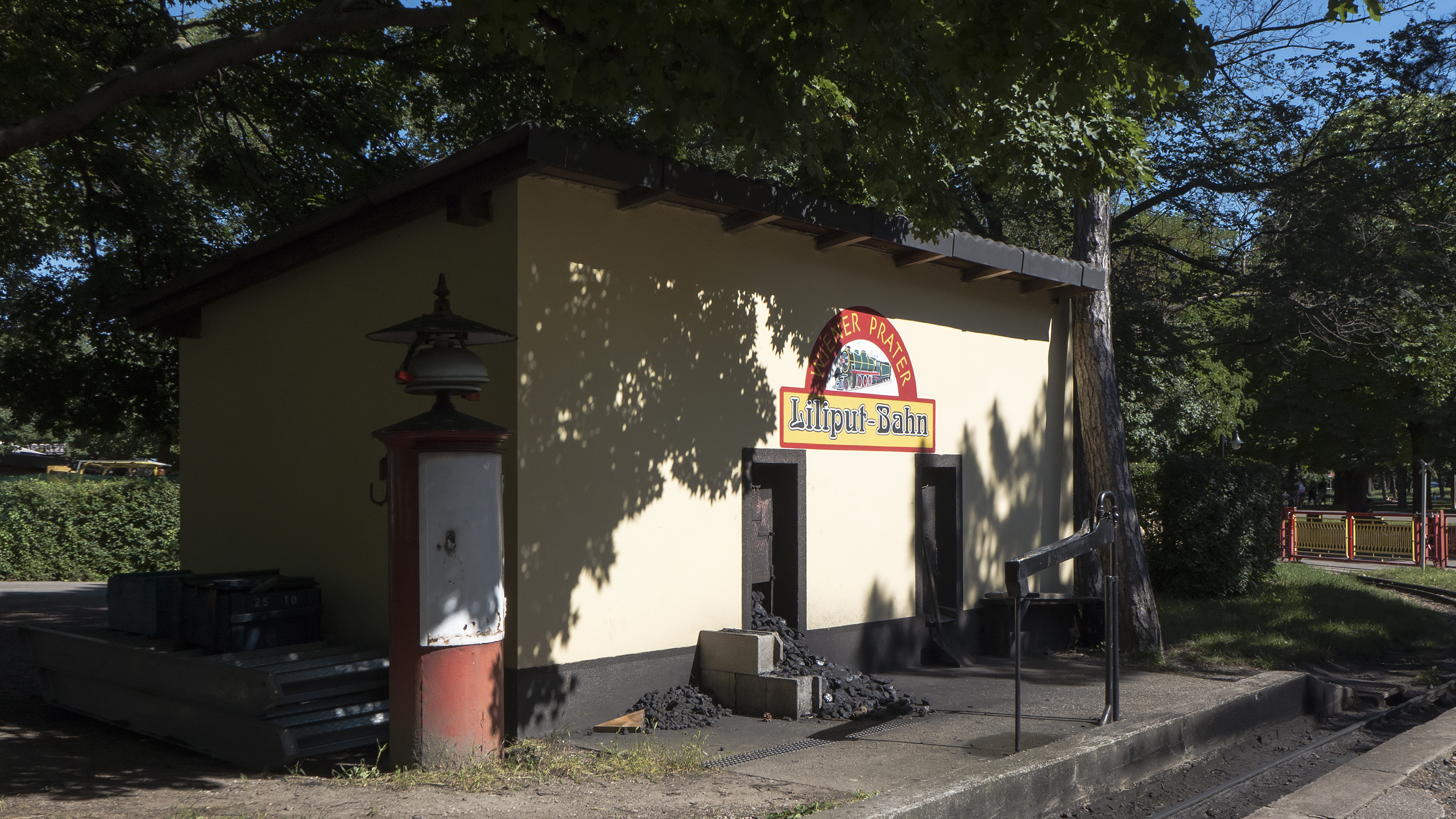
Kohlebunker
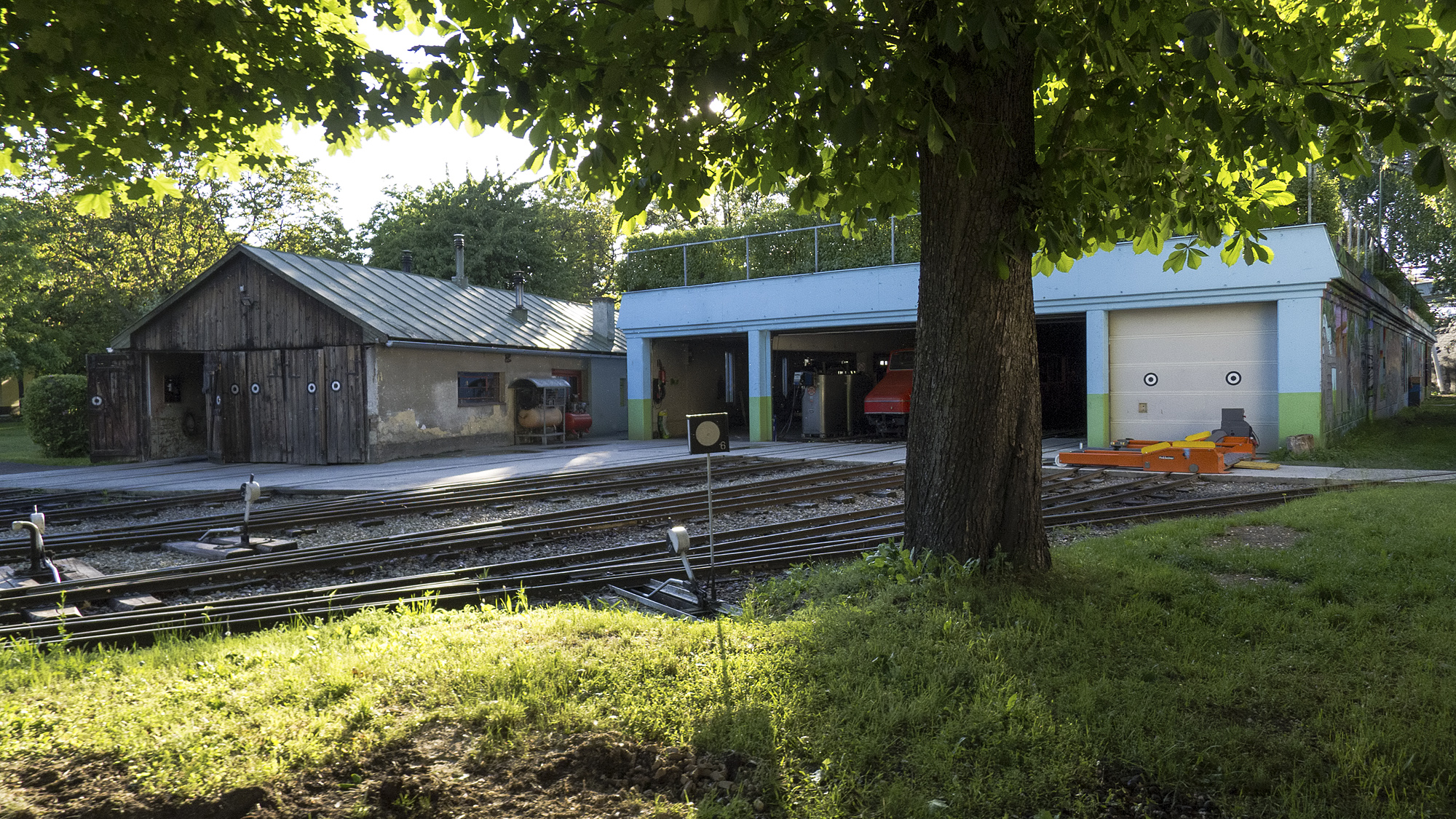
Heizhaus (links) und Remise
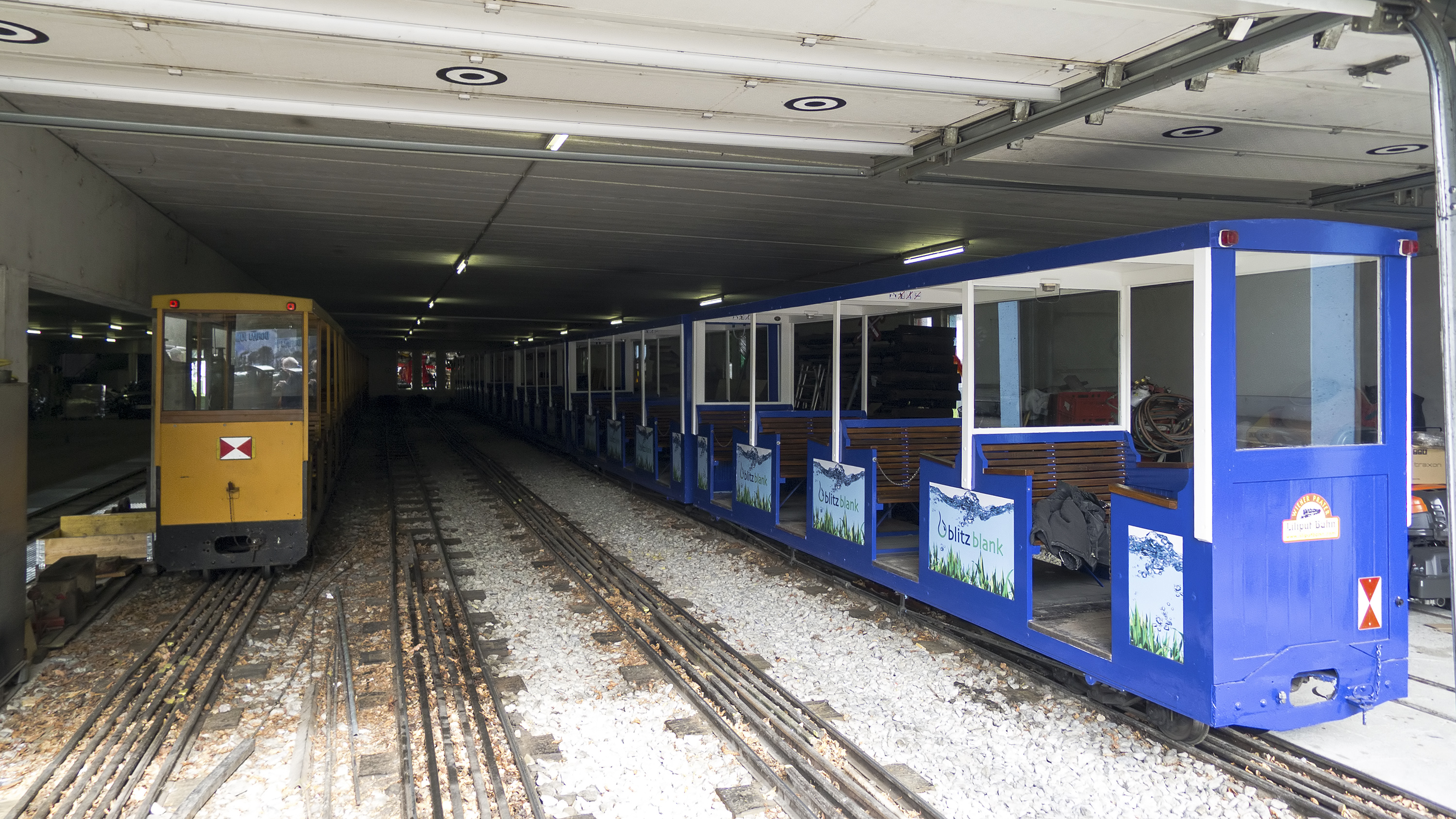
In der Remise
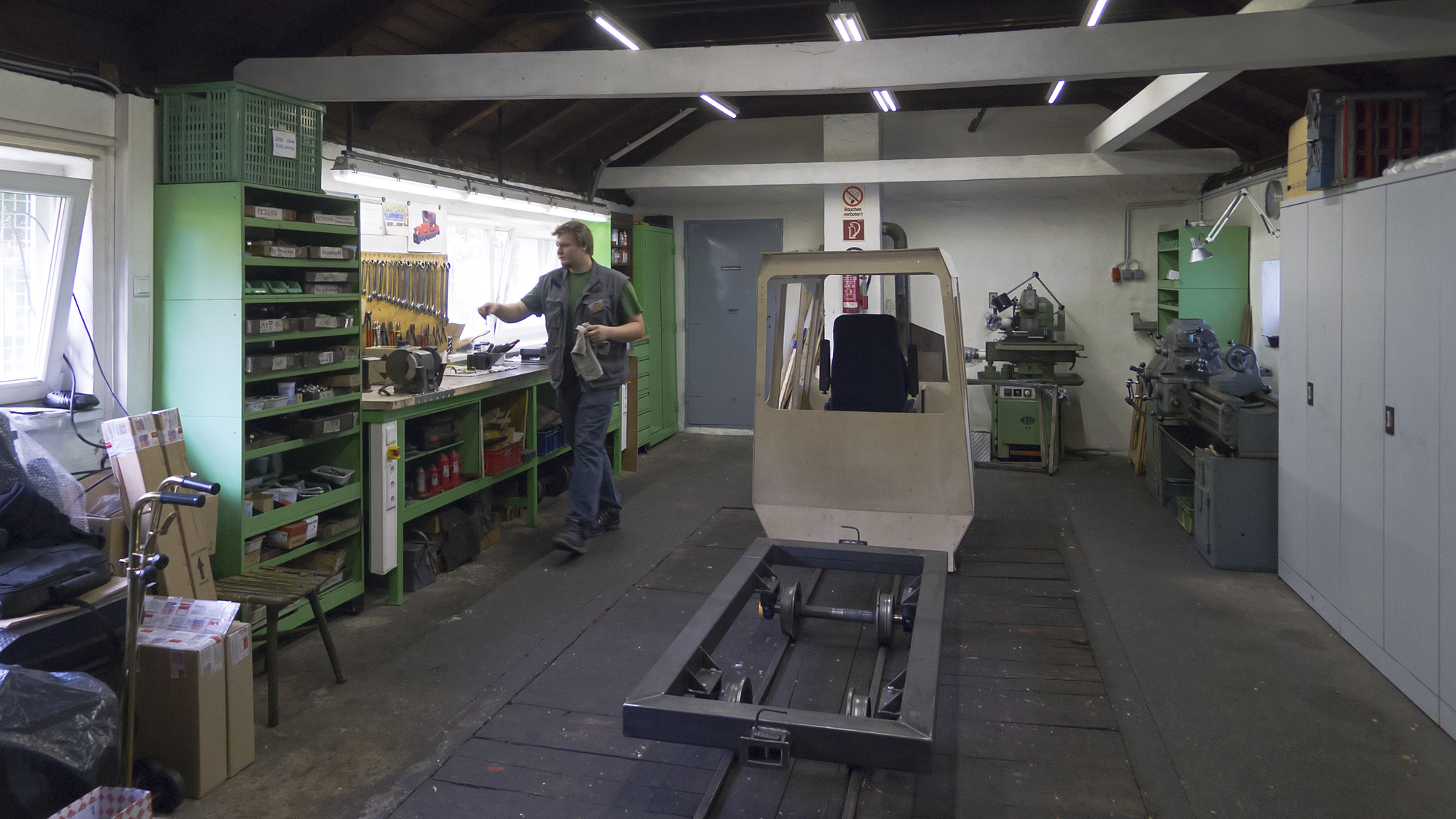
In der Werkstatt

### Fahrzeuge

#### Dampflokomotiven Da1 „Brigitte“ (grün bis Ende 2015, seit 2016 schwarz) und Da2 „Grete“ (schwarz)
Die beiden baugleichen Dampflokomotiven Da1 (Hersteller-Nummer 8441) und Da2 (Hersteller-Nummer 8442) stammen von Krauss & Co in München, entwickelt wurden sie von dem Ingenieur Roland Martens. Die Achsfolge ist 2'C1'. Sie haben eine Länge von 7,42 m über Puffer (inklusive Tender), ihr Dienstgewicht beträgt 7.200 Kilogramm, das des Tenders 2.000 Kilogramm. Der Kessel fasst rund 500 Liter Wasser und erlaubt einen maximalen Betriebsdruck von 13 bar.
Der Tender fasst 250 Kilogramm Kohle und 750 Liter Wasser. Pro Runde werden etwa 150 Liter Wasser und 15 Kilogramm Kohle verbraucht. Mit einer Leistung von 22 Kilowatt erreichen die Loks eine Geschwindigkeit von ungefähr 30 Kilometern pro Stunde.
Eingesetzt werden die Dampfloks vorwiegend an Samstagen, Sonn- und Feiertagen. Da das Anheizen der Loks etwa fünf Stunden dauert, sind sie erst gegen Mittag einsatzbereit. Angeheizt wird mit trockenem Holz, im Betrieb wird dann mit Steinkohle geheizt.
Die Lok Da3 wurde in eine Diesellok umgebaut; der dadurch nicht mehr benötigte Dampfkessel wurde 1965 in die Lok Da2 eingebaut. 1969 wurden die beiden Loks bei der Firma SGP in der Leberstraße generalsaniert. 1983 erhielt Da2 einen ganz neuen Kessel. 1991 bekam auch Da1 einen neuen Kessel; der ausgebaute alte Kessel aus dem Jahr 1928 ist heute als Denkmal auf einer Wiese vor dem Hauptbahnhof aufgestellt.
Im Jahr 1998 anlässlich des 70. Geburtstages der Liliputbahn im Wiener Prater erhielten alle Loks ihre neuen Namen, die Da1 den Namen Brigitte und die Da2 bekam den Namen Grete. Die beiden Dampflokomotiven entstammen einer Serie die der deutsche Hersteller Krauss-München als Martens’sche Einheitsliliputlok für Parkeisenbahnen herstellte. Andere Exemplare dieser Serie sind bei Parkeisenbahnen in Stuttgart, Dresden und Leipzig noch im Einsatz.
1975 wurde ein Angebot aus England, die beiden Dampflokomotiven für 2 Millionen Österreichische Schilling (umgerechnet rund 145.000 €) zu kaufen, abgelehnt.
Um im Prater weniger Ruß zu erzeugen wurde bis 2022 Steinkohle aus einem Bergwerk in Wales in feiner Körnung verheizt. Nachdem durch die Schließung des letzten walisischen Kohlebergwerks diese Lieferquelle versiegt war, suchte man einen Ersatz und fand diesen in Briketts aus gepressten Olivenkernen, ebenfalls aus England.

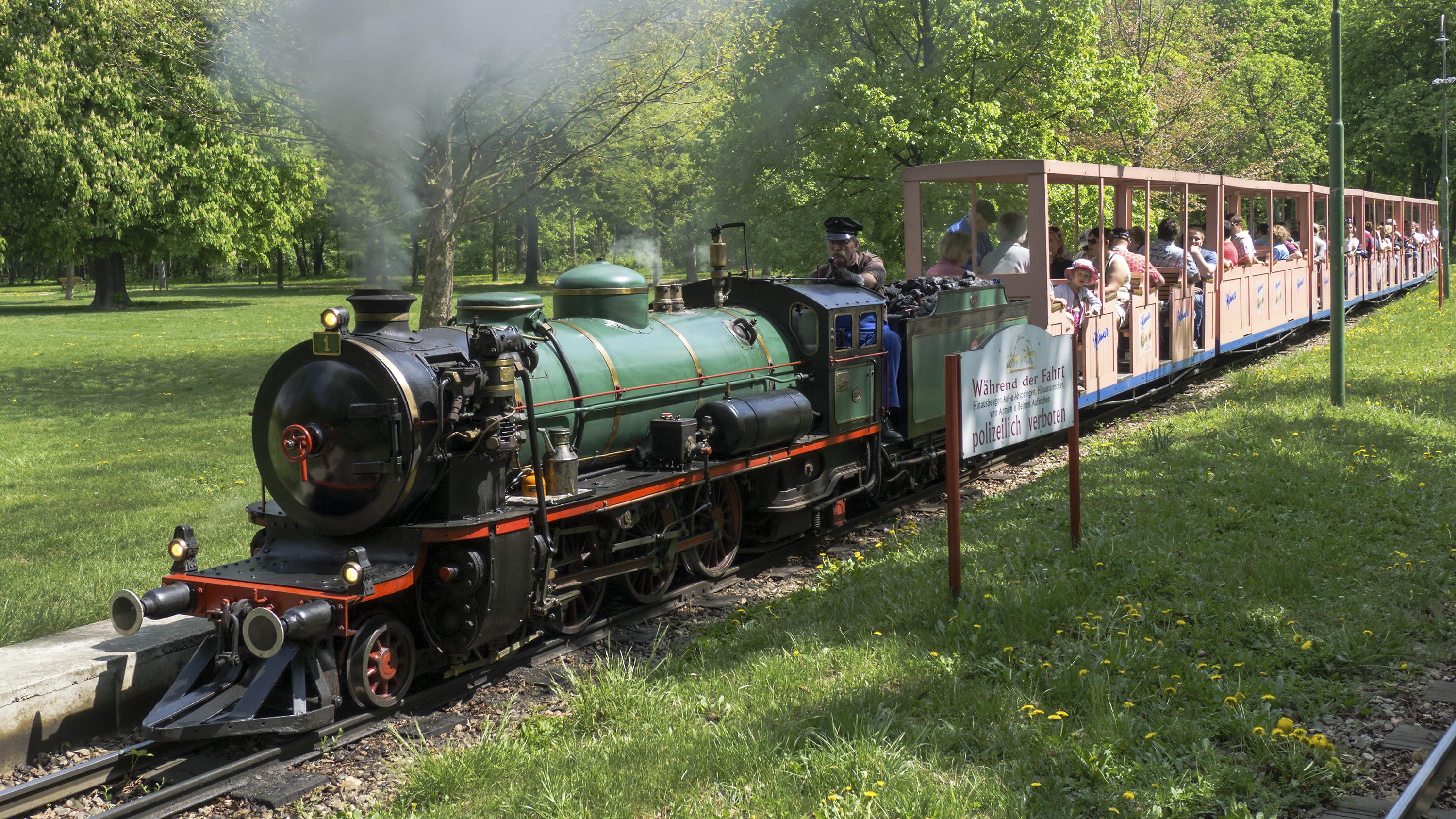
Dampflokomotive Da1
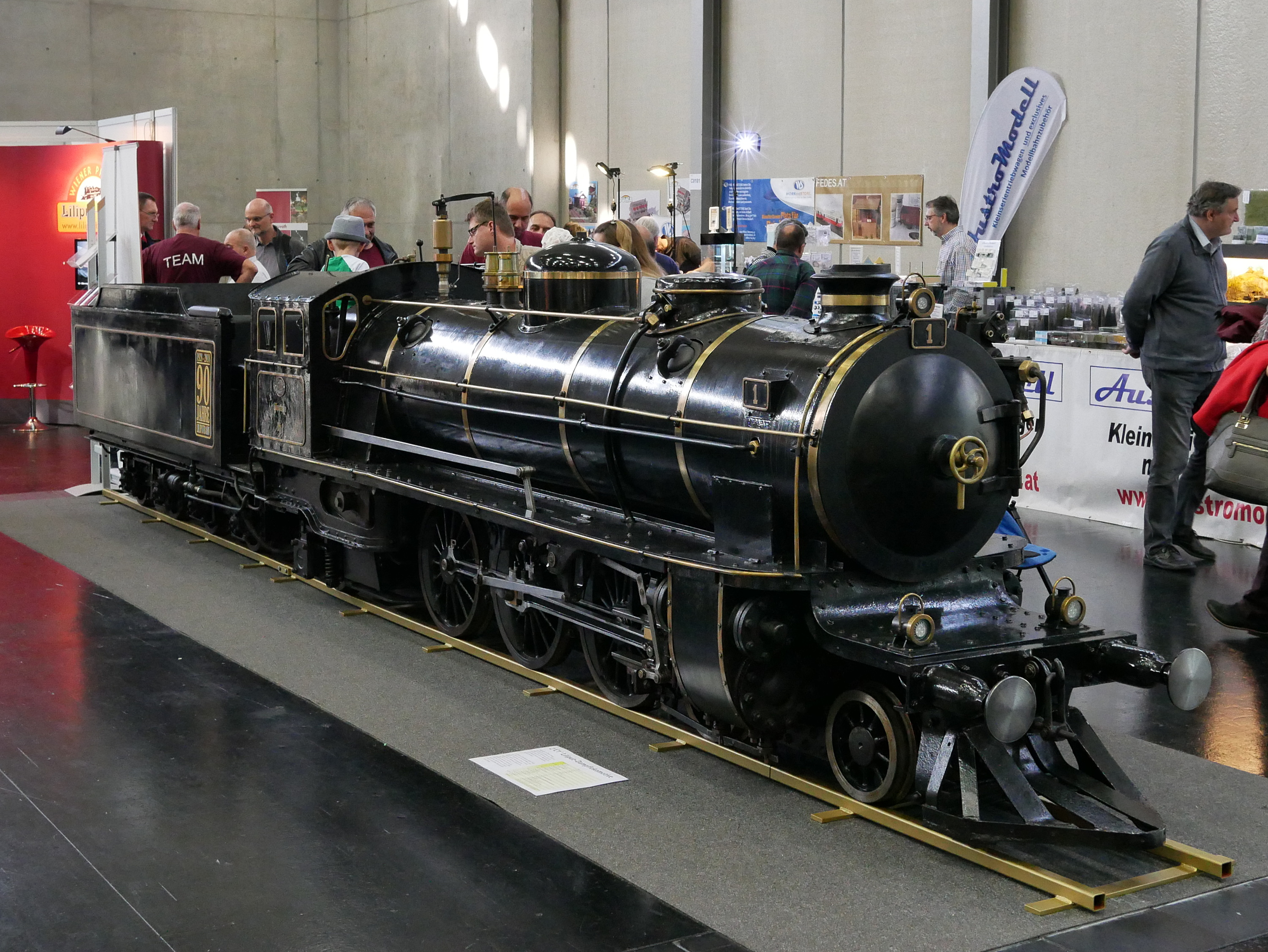
Da1 zu Gast auf der Modellbau-Messe 2017, nun in schwarz
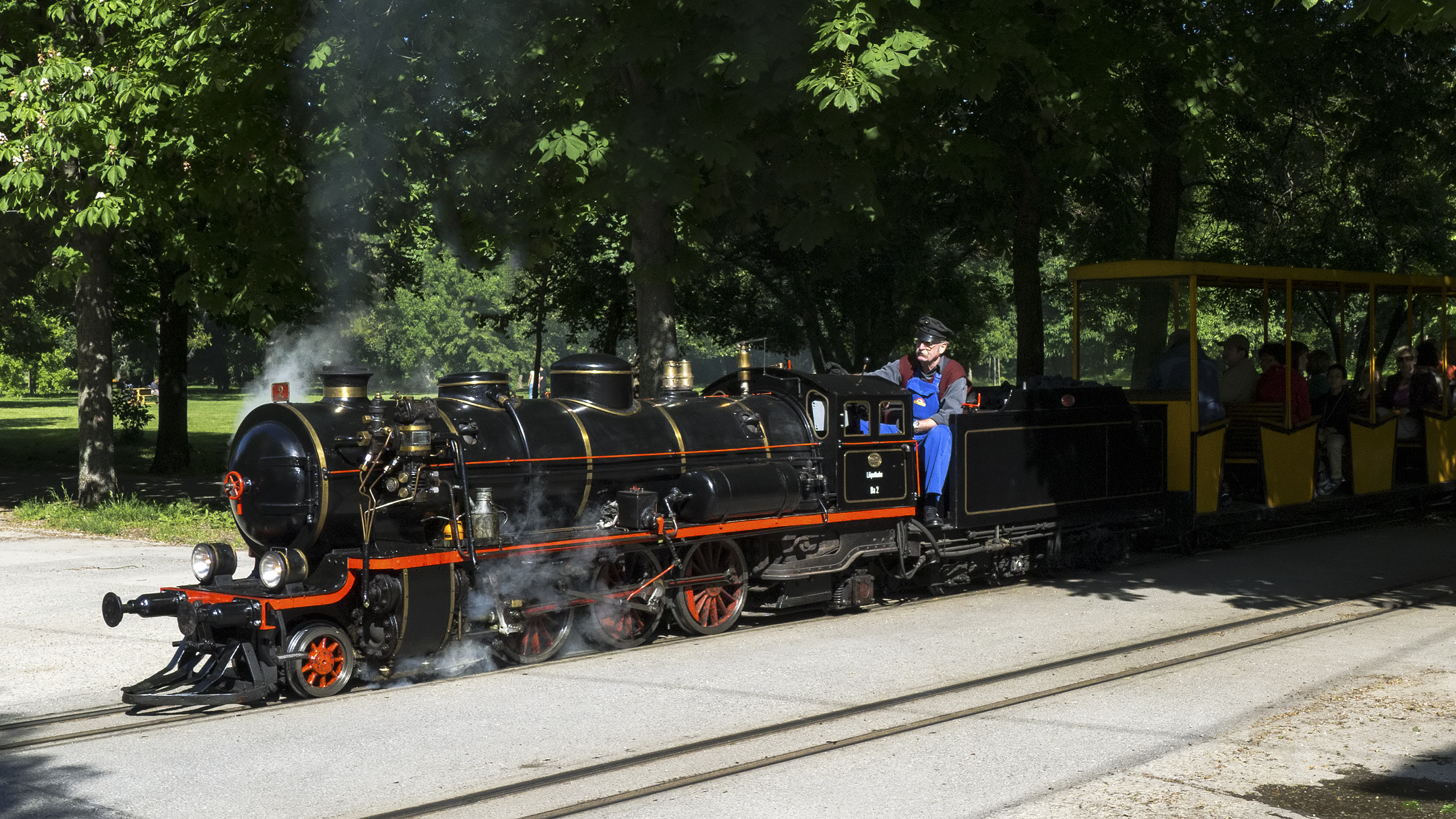
Dampflokomotive Da2
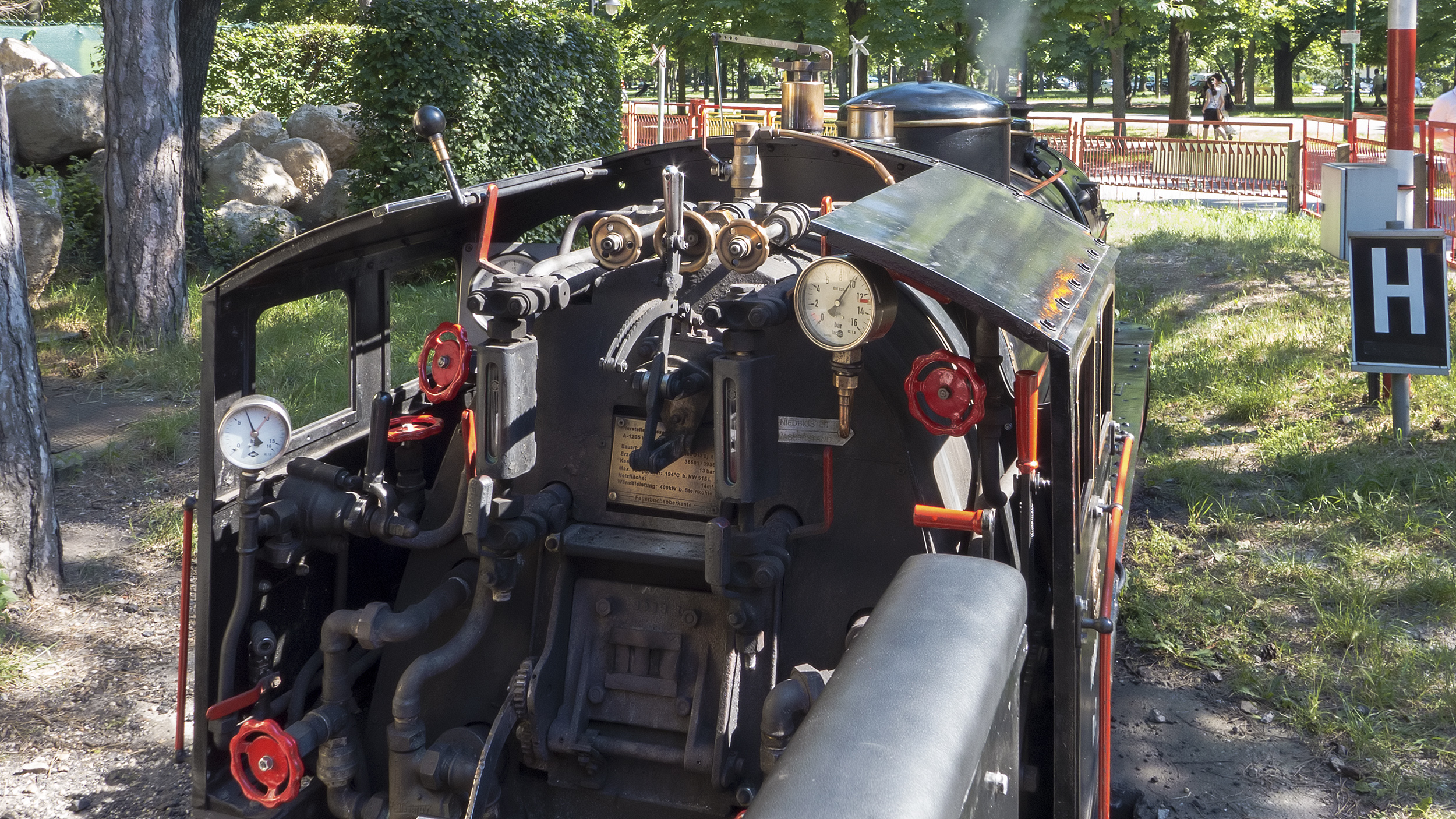
Führerstand der Lok Da2
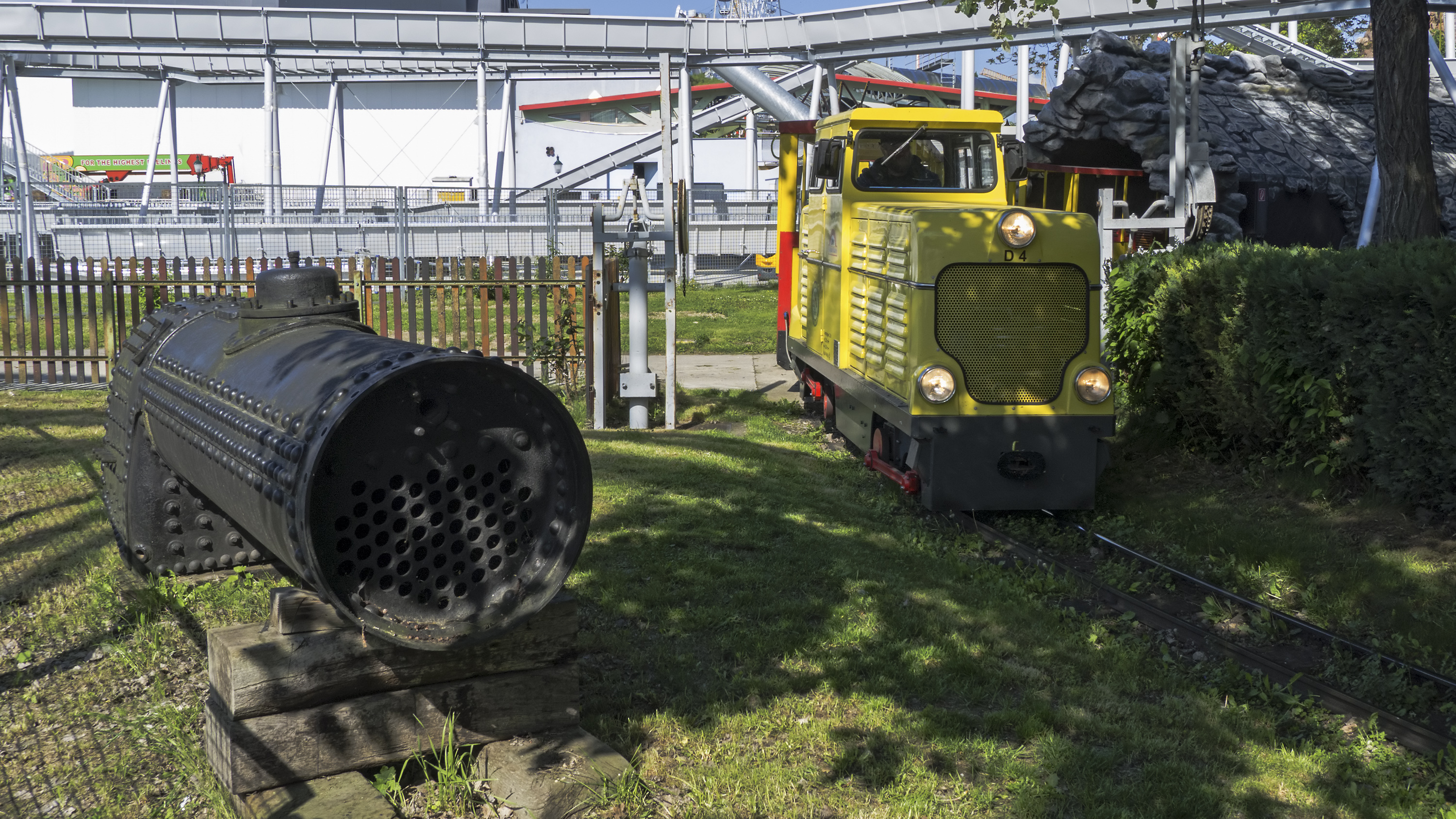
Alter Kessel der Da1 neben der Lok D4

#### Diesellokomotive D1 „Bernhard“ (blau)

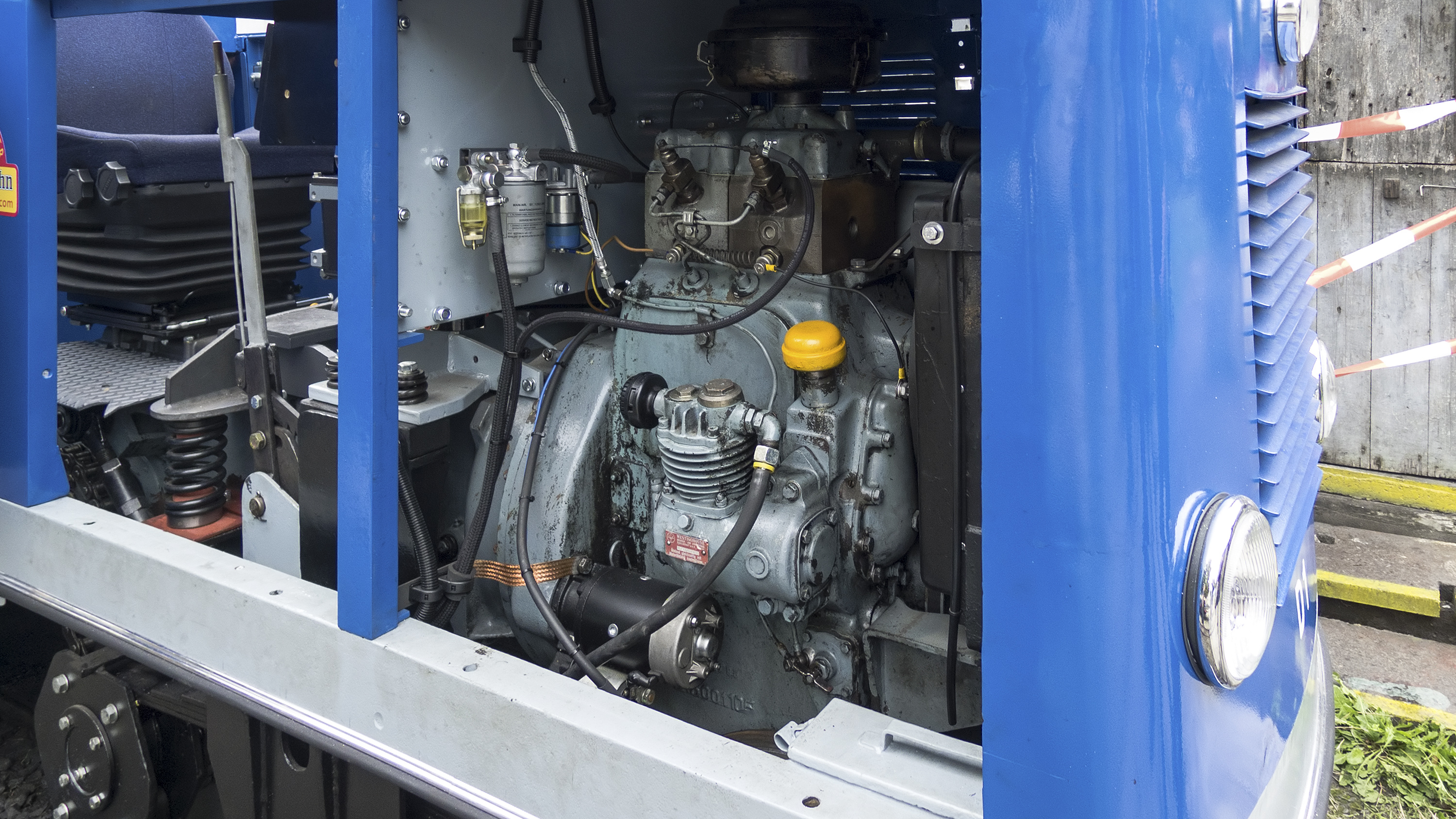
Motor der Lok D1

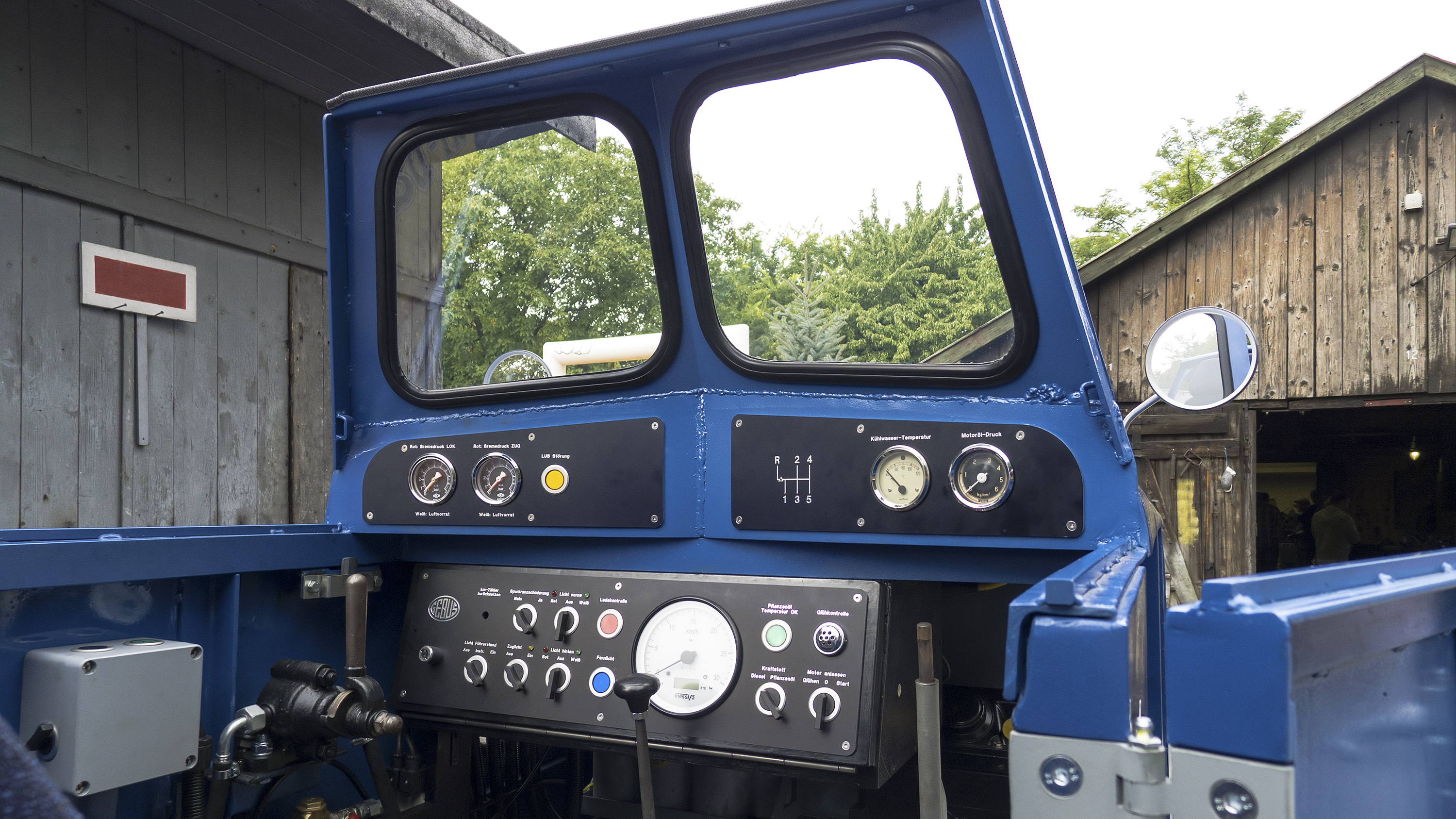
Führerstand der Lok D1

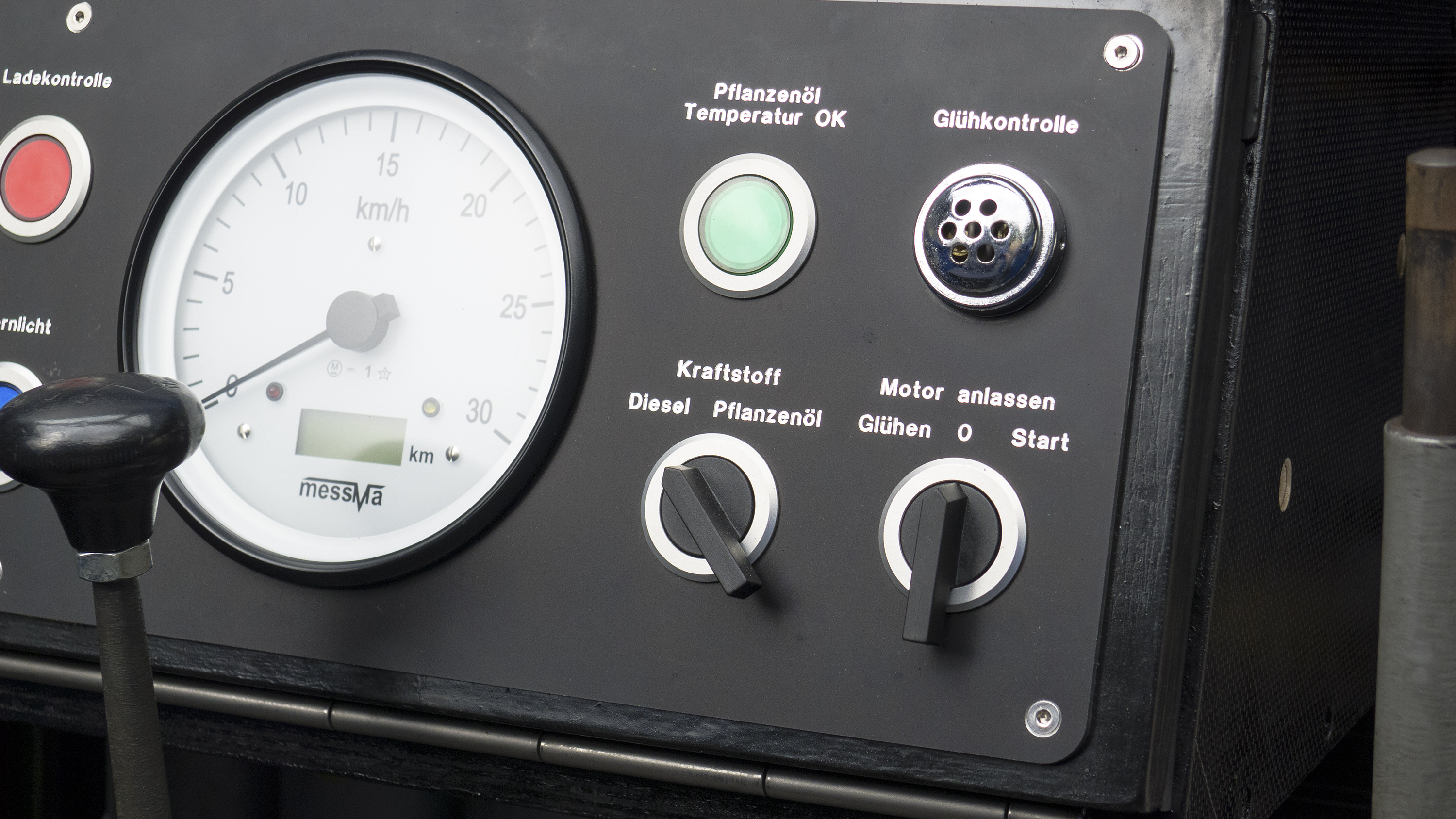
Der Umschalter für Pflanzenöl

Dampflokomotiven wurden in der Nachkriegszeit zunehmend als altmodisch empfunden, dazu sind sie sehr aufwändig im Betrieb. Als Folge wurden ab 1957 Diesellokomotiven beschafft. Die Diesellok D1 wurde 1957 von der Firma Gebus in einer Werkstätte am Nordbahnhof, unweit des Praters, gebaut. Äußerlich hat die Lok die deutsche Diesellok V 80 zum Vorbild. Als Antrieb dient der sehr robuste Traktor-Motor WD 213 von Steyr; er leistet 22 kW (30 PS), bei einer Höchstgeschwindigkeit von 22 km/h. Die Kraft wird mechanisch über Ketten und ein Schaltgetriebe übertragen. Der gesamte Antriebsstrang inklusive Fahrersitz ist auf dem vorderen Drehgestell montiert, um die Gewichtskraft auf die sehr großen Antriebsräder zu erhöhen, was zu einer enormen Zugkräftigkeit der Maschine führt, sodass sie problemlos Zehnwagenzüge ziehen kann. Für den Triebfahrzeugführer bedeutet diese Konstruktion einen gewissen Fahrspaß, er bewegt sich während der Fahrt gegenüber dem Wagenkasten, dennoch muss er, vor allem in den Sommermonaten, mit großer Hitze zurechtkommen, da es keine bauliche Trennung zwischen Führerstand und Maschinenraum gibt. Feuchtigkeit und Nässe bereiten der Lok auch im Herbst kaum Probleme, bei Regenwetter ist sie aufgrund ihres offenen Führerstandes und den fehlenden Scheibenwischern unbeliebt, das Zuziehen des Daches ist seit einiger Zeit wieder möglich, schafft aber wegen damit verbundener, massiver Lärmzunahme kaum Abhilfe. 1998 bekam sie den Namen Bernhard. Die Länge der Lok beträgt 5.300 mm, das Dienstgewicht 3.600 kg. In den Jahren 2012–2013 stand das Fahrzeug wegen einer dringend notwendigen, äußerst gründlichen Hauptausbesserung in der Werkstätte und verkehrt seither zumeist zuverlässig mit passend lackierter Garnitur.

#### Diesellokomotive D2 „Harry“ (rot-elfenbein)
Die Diesellok D2 entstand 1962 durch Umbau der Dampflok Da3. Der Dampfkessel wurde entfernt und später in die Da2 eingebaut. Statt des Kessels wurde der gleiche Motor und das gleiche Getriebe wie bei der Diesellok D1 eingebaut. Die Karosserie sah futuristisch aus und erinnerte an einen Autobus; sie wurde schon nach einem Jahr durch Kollision mit einem Auto zerstört. 1964 baute die Firma Schreiner & Söhne jene Karosserie, die heute noch besteht. Mitte der Siebzigerjahre wurde die Maschine im Tausch mit der D4 in den Donaupark überstellt und versah dort einige Jahre ihren Dienst, da sie durch ihre Achsfolge, die großen Treibräder und den Stangenantrieb sehr zugkräftig und für die dortige Steigungsstrecke folglich sehr gut geeignet ist. Die Länge der Lok beträgt heute 4.250 mm, das Dienstgewicht 4.500 kg. Das Dampflokfahrgestell ist im täglichen Betrieb sehr wartungsaufwändig, es müssen vor Betriebsbeginn alle Gleitlagerstellen abgeschmiert werden, außerdem ist der Fahrkomfort in diesem Fahrzeug durch die historischen Blattfedern und die verhältnismäßig hohe Sitzposition im Vergleich zu anderen Loks bescheiden, wenngleich letzteres eine sehr gute Streckensicht ermöglicht. Zum 70. Geburtstag bekam sie den Namen Harry, wurde aber über die Jahre von den Mitarbeitern liebevoll auch „Stangendiesel“ genannt. Im Winter 2017 wurde die Lokomotive einer gründlichen Hauptuntersuchung unterzogen. Die Lager der Kuppelstangen wurden durch wartungsfreie Kunststofflager ersetzt, die Karosserie nach gründlicher Aufarbeitung mit Zuhilfenahme alter Fotografien im Originaldesign aus 1964 lackiert, der Führerstand im Stile der Sechzigerjahre aufgearbeitet und der Motor generalüberholt. Die Kraftübertragung erfolgt mittels Kette auf eine Zwischenwelle und von dort über eine weitere Kette auf die hintere Treibachse. Dieser eigenwillige Antrieb wies einige konstruktive Mängel auf, die zu einem sehr hohen Lärmpegel im Führerstand führten. Durch den Einbau von Kunststoffgleitelementen konnten auch hier erhebliche Verbesserungen erzielt werden. Die Lokomotive wird seither wieder öfter, vor allem bei hohem Besucherandrang, im Fahrbetrieb beziehungsweise mit dem Salonwagen eingesetzt.

#### Diesellokomotive D3 „Michael“ (rosa)
Für die Wiener Internationale Gartenschau 1964 errichtete die Liliputbahn-Gesellschaft die Donauparkbahn, für die 1963–1964 vier Dieselloks angefertigt wurden. Die vierte Lok hatte massive Probleme die Steigungsstrecke zu überwinden und kam daher 1964 als D3 in den Prater. Die Lokomotive stammt von der Wiener Firma Rudolf Bauer. Das Unternehmen war auf die Reparatur stationärer Dieselmotoren spezialisiert, hatte keinerlei Erfahrung im Eisenbahnwesen, war aber konkurrenzlos billig. Die technische Ausführung der Maschine ist daher ziemlich schlecht und das Fahrverhalten schwer gewöhnungsbedürftig. Die kurze Steigung beim Schweizerhaus bereitet der Lok bei trockenem Wetter keine Probleme, ist das Wetter jedoch feucht erfordert dies eine große Feinfühligkeit des Triebfahrzeugführers. Im Herbst bei Laub und Dauerfeuchtigkeit kann schon das bloße Anfahren auf ebener Strecke zur Herausforderung werden. Das sechsachsige Fahrzeug (Achsfolge 2' B 2') ist mit 5.300 mm sehr lang und mit 6.700 kg ausgesprochen schwer. Dafür sind die sechs Räder pro Seite mit 300 mm ungewöhnlich klein. Motor und Getriebe entsprechen den Loks D1 und D2, die Karosserie stammt von der Firma Schreiner & Söhne. Bei den Triebfahrzeugführern ist die Maschine durch den hohen Sitzkomfort sehr beliebt. Sie wurde auf den Namen Michael getauft. 2007 wurde das bis dahin rot-blaue Fahrzeug mit Manner-Werbelackierung auf Rosa Grund versehen. Im Winter 2008 erhielt sie eine Hauptuntersuchung, seither ist sie täglich im Fahrgastbetrieb zu beobachten. Aufgrund ihrer äußerst schlechten technischen Ausführung soll sie in absehbarer Zeit durch moderneres Gerät ersetzt werden.

#### Diesellokomotive D4 „Namenlos“ (gelb)
Nachdem die Firma Rudolf Bauer bei der Lieferung der vierten Lokomotive ein für den Donaupark vollkommen unbrauchbares Fahrzeug lieferte, beauftragte man 1967 die Firma Tobisch in Favoriten einen völlig anderen Loktyp zu entwickeln und zu bauen. Die Lok bekam ein konventionelles, vierachsiges Fahrgestell und einen 35 kW starken luftgekühlten 4-Zylinder-Motor von Deutz mit Direkteinspritzung. Die Kraftübertragung erfolgte hydraulisch, was ein stufenloses und sehr komfortables Fahren ermöglichte. Die beiden innenliegenden Achsen wurden durch Schneckengetriebe angetrieben, die beiden äußeren durch sehr charakteristische Kuppelstangen mitgenommen. Das Bremsen erfolgte ebenfalls hydraulisch. Die Karosserie wurde teilweise aus GFK-Formteilen gefertigt.
Bei Auslieferung kam es auch bei dieser im Donaupark als D5 bezeichneten Lok zu Problemen, die Steigungsstrecke zu überwinden, daher musste nachgebessert werden. Infolgedessen brach das hintere Drehgestell wegen Überbeanspruchung, es musste neu konstruiert werden. Die Lok fuhr seither zuverlässig im Donaupark, bis man sie 1974 in den Prater überstellte und fortan mit dem „Eisengarnitur“ genannten Zug als D4 eingesetzte. Dort kam es bei der Wartung des hydrostatischen Antriebs zu nicht näher ergründbaren Problemen, also baute man um 1980 in Liliputbahntradition ein LKW-Schaltgetriebe ein. Diese Maßnahme überbeanspruchte die Schneckengetriebe der Achsantriebe, was zu einem hohen Wartungsaufkommen führte. Man entschied sich also Anfang der Neunziger, die Maschine im teilzerlegten Zustand als untauglich abzustellen und bekam deswegen auch keinen Namen wie die anderen Lokomotiven. In den Jahren 2008 bis 2010 erfolgte ein Neubau des Antriebs, der Drehgestelle und der elektrischen Ausrüstung durch die hauseigene Werkstatt. Die Kraftübertragung erfolgt nun über eine Strömungskupplung, Wendegetriebe und Gelenkwellen an die beiden inneren Achsen, der durchaus charakteristische Kuppelstangenantrieb wurde beibehalten. Hinsichtlich Fahrkomfort stellt die Lok alles bisher dagewesene in den Schatten: Die Steuerung erfolgt mittels Hebelfahrschaltung, die Fahrtrichtungsumschaltung per Handkurbel, gebremst wird über ein Führerbremsventil mit druckluftbetriebenen Scheibenbremsen. Außerdem verfügt die Maschine über eine Sicherheitsfahrschaltung, welche die Tauglichkeit des Triebfahrzeugführers überwacht. Nässe und Laub stellen trotz Fehlen einer Sandanlage kein Problem dar. Vor- und Rückwärtsfahrt sind wieder, wie auch bei der Originalkonstruktion, gleichwertig möglich. Daher wird die Lok gerne im schweren Verschub und für Bauzüge verwendet. Viele verwendete Komponenten haben Prototypencharakter, sie können als Vorbereitung für eine neue, elektrisch getriebene Lokomotivgeneration gesehen werden. Im Sommer 2017 bekam das strahlend gelb lackierte Triebfahrzeug neue Federn um den Fahrkomfort weiter zu optimieren. Mit dem teilweisen Neubau der Lok hat sich die Werkstätte darauf vorbereitet, in Zukunft eventuell eigenständig neue Lokomotiven zu bauen.

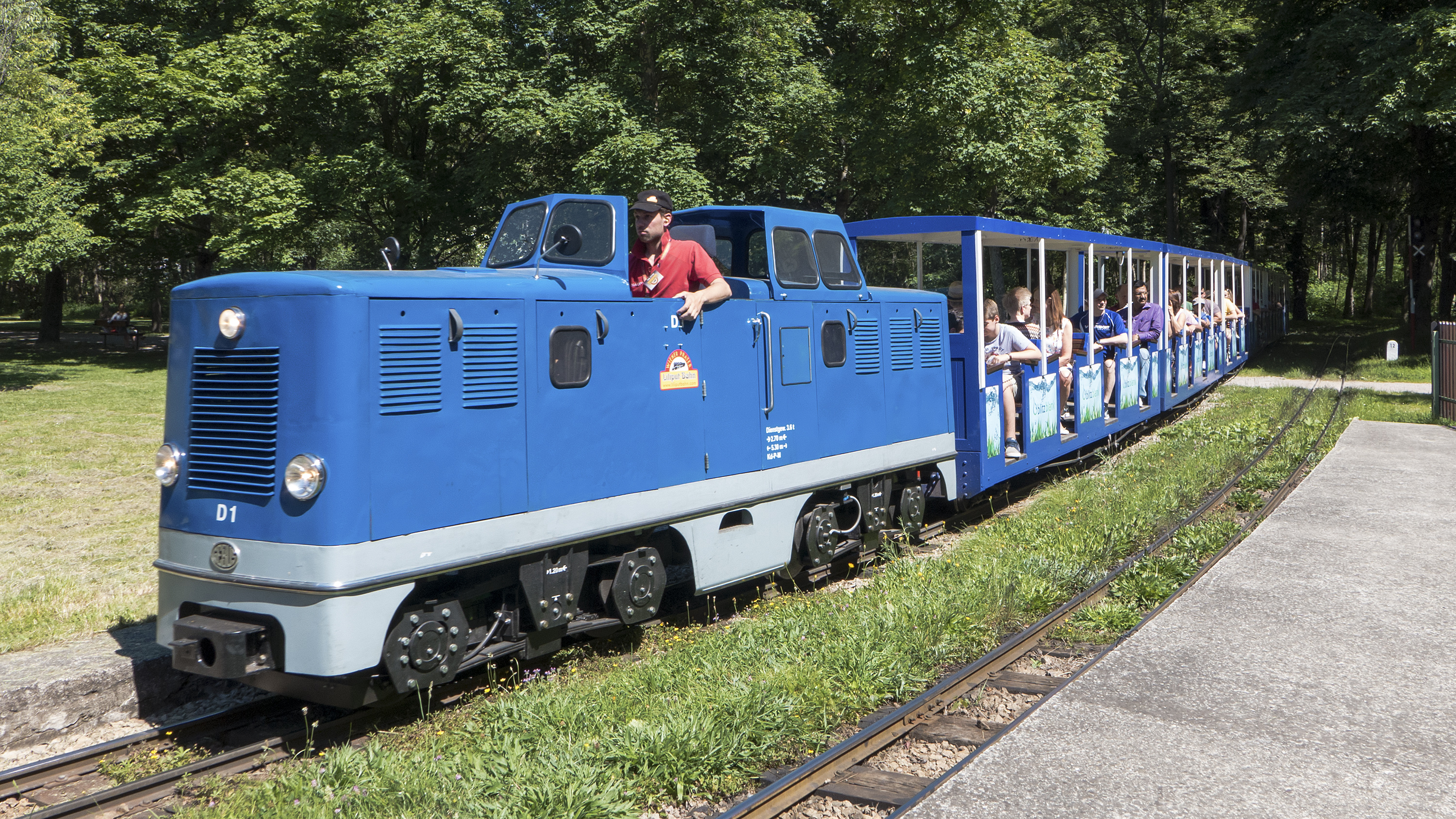
Diesellok D1 „Bernhard“
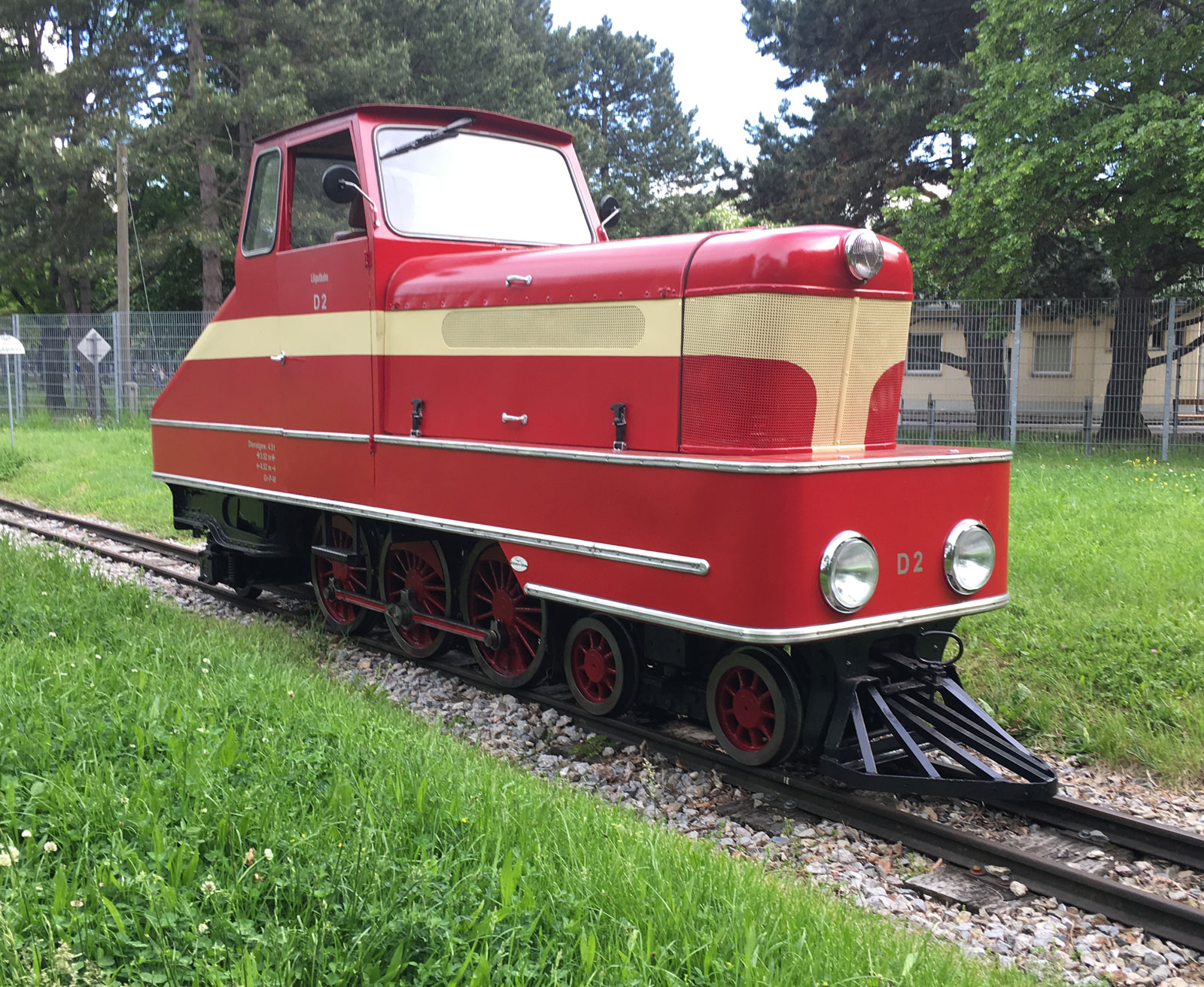
Diesellok D2 „Harry“
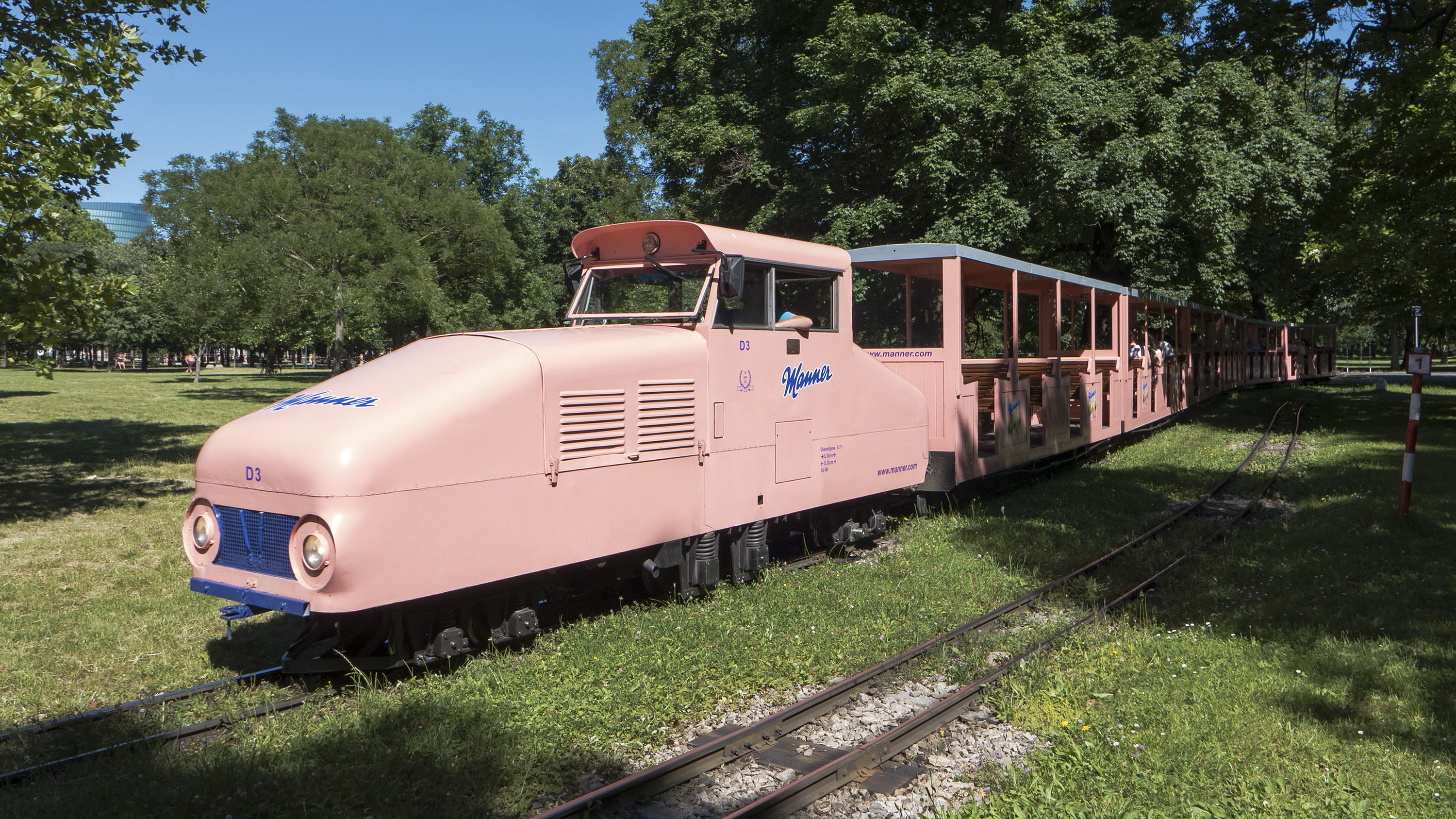
Diesellok D3 „Michael“ mit Zug im „Manner“-Werbeanstrich
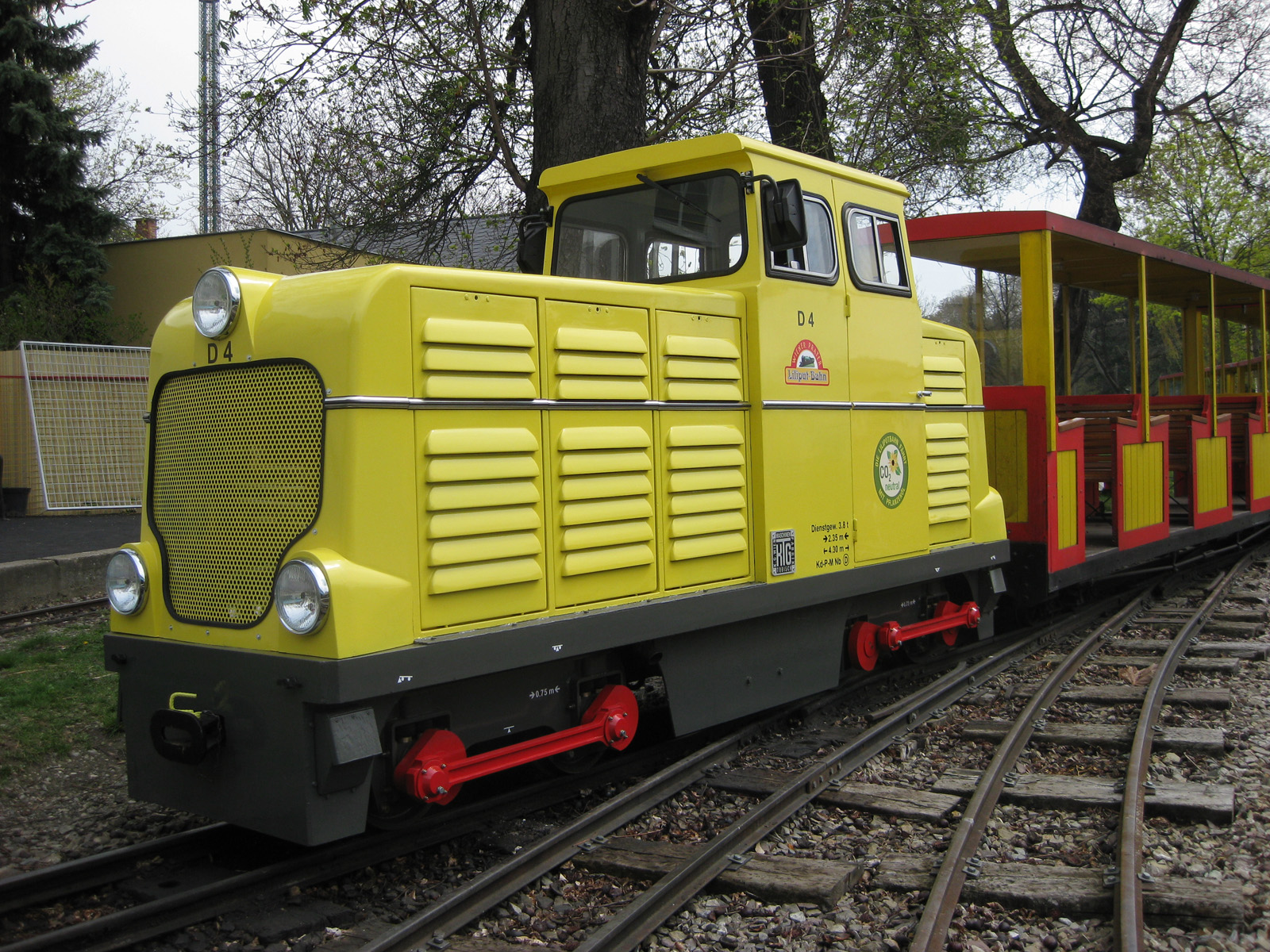
Diesellok D4 „Namenlos“

#### Akkutriebwagen

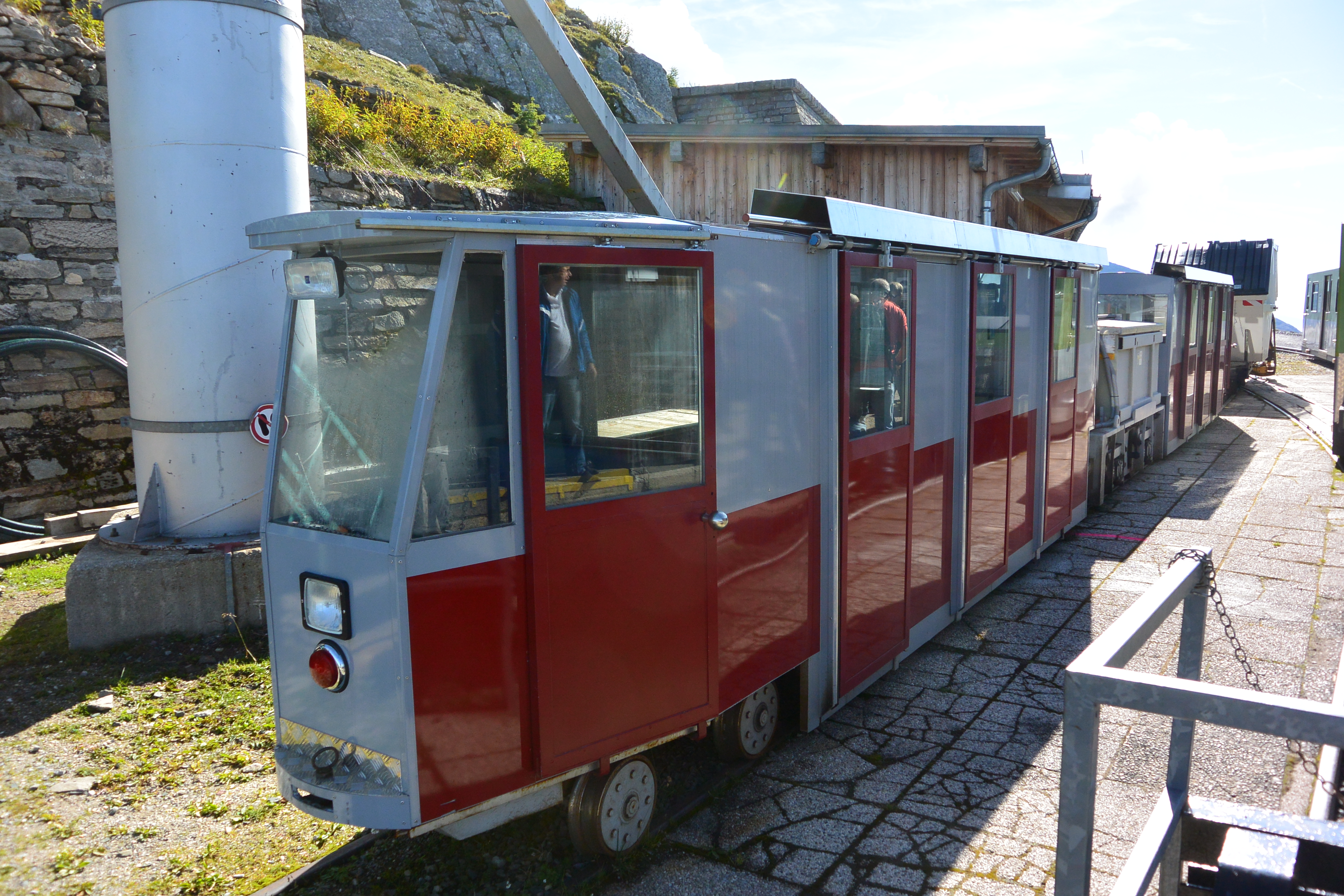
Akkutriebwagen, noch bei der Reißeck-Höhenbahn

Im Jahr 2018 erhielt die Liliputbahn einen Akkutriebwagen, der zuvor bei der Reißeck-Höhenbahn in Kärnten im Einsatz gestanden war, ursprünglich aber vom Limbergstollen stammte. Dieser wurde bereits öffentlich präsentiert, muss aber vor einem eventuellen Einsatz noch auf die Spurweite 381 mm angepasst werden.

#### Wagen
Die Waggons der Liliputbahn wurden 1928 von der Waggon- und Maschinenbau Aktiengesellschaft Görlitz (WUMAG) in Görlitz gebaut. Jede Zuggarnitur besteht aus sechs Wagen, die durch Jakobs-Drehgestelle fix miteinander verbunden sind; an den beiden Zug-Enden bestehen konventionelle Drehgestelle. Es wurden sechs Garnituren beschafft.
Die Aufbauten der Fahrzeuge waren ursprünglich sehr schlicht; sie bestanden aus ca. ein Meter hohen Holzplanken sowie hölzernen Sitzbänken und hatten kein Dach. Bei Bedarf konnten Stangen eingesetzt werden, auf die ein Dach aus Segeltuch gespannt wurde. Jeder Waggon bestand aus vier Abteilen zu je vier Sitzplätzen; bei 16 Fahrgästen pro Waggon konnte ein vollständiger Zug also 96 Personen befördern.
Im Frühjahr 1945 brannten die hölzernen Aufbauten ab; in den folgenden Jahren wurden vier der Garnituren wiederhergestellt. Der Wiederaufbau folgte nicht dem Original, vielmehr erhielten die Waggons bessere Aufbauten, die zwar weiterhin seitlich offen, nun aber überdacht sind. Durch Witterungseinflüsse haben die Aufbauten eine Lebensdauer von 20 bis 30 Jahren und wurden schon mehrfach erneuert. Die Liliputbahn verfügt hierfür über eine eigene Tischlerei. In der Nachkriegszeit wurde mit Reihenbestuhlung experimentiert. Das brachte zwar 18 statt 16 Sitzplätze pro Wagen, war aber so unbequem, dass die ursprüngliche Anordnung mit Abteilen wiederhergestellt wurde. In den 1970er-Jahren wurden bei einem Wagensatz die Aufbauten aus Stahlblech gebaut. Diese „Eisengarnitur“ kommt, wie auch schon in früherer Zeit, mit der sehr zugkräftigen Diesellok D4 zum Einsatz und ist an ihrer grünen Lackierung erkennbar, nachteilig ist, das der Zug sehr schwer und verhältnismäßig laut ist.
Die heutigen Waggons sind gegenüber dem Original stark verbessert; sie fahren ruhiger und produzieren weniger Quietschgeräusche, da in den letzten Jahren die Drehgestelle überarbeitet und deutlich modernisiert wurden. Jede Garnitur verfügt nun über drei Mehrzweckabteile zur Mitnahme von Rollstühlen und Kinderwagen. Es gibt drei Garnituren mit hölzernen Aufbauten in rot mit Almdudler-Werbung, in rosa als „Manner-Werbezug“ und in weiß/blau mit dem Werbeschriftzug „blitz blank“. Die „Eisengarnitur“ ist in grün gehalten und trägt Werbung für die „Wiener Bezirkszeitung“, letztere hat nur 89 Sitzplätze, während die „Holzzüge“ 91 Personen plus Schaffner fassen.
Von 2007 bis 2012 fuhr auch ein als „Speisewagen“ bezeichneter Wagen im Mannerzug mit. Er besaß Ecksitzbänke und kleine Tische, wurde aber nicht bewirtschaftet. Der Wagen wurde 2013 durch einen gewöhnlichen Sitzwagen ersetzt, da er an betriebsstarken Tagen eher hinderlich war. Nach umfangreichen Umbauarbeiten, unter anderem der Ausrüstung mit neu konstruierten, besonders ruhig laufenden Drehgestellen und einer Beschallungsanlage, wurde der Waggon zu einem eigenständigen vierachsigen „Salonwagen“ umfunktioniert. Seit dem Frühjahr 2015 kann dieser, fortan mit der Nummer 101 bezeichnete, Wagen für besondere Anlässe gemietet werden. Er wird aus optischen und technischen Gründen besonders gerne mit der roten Diesellokomotive D2 eingesetzt.

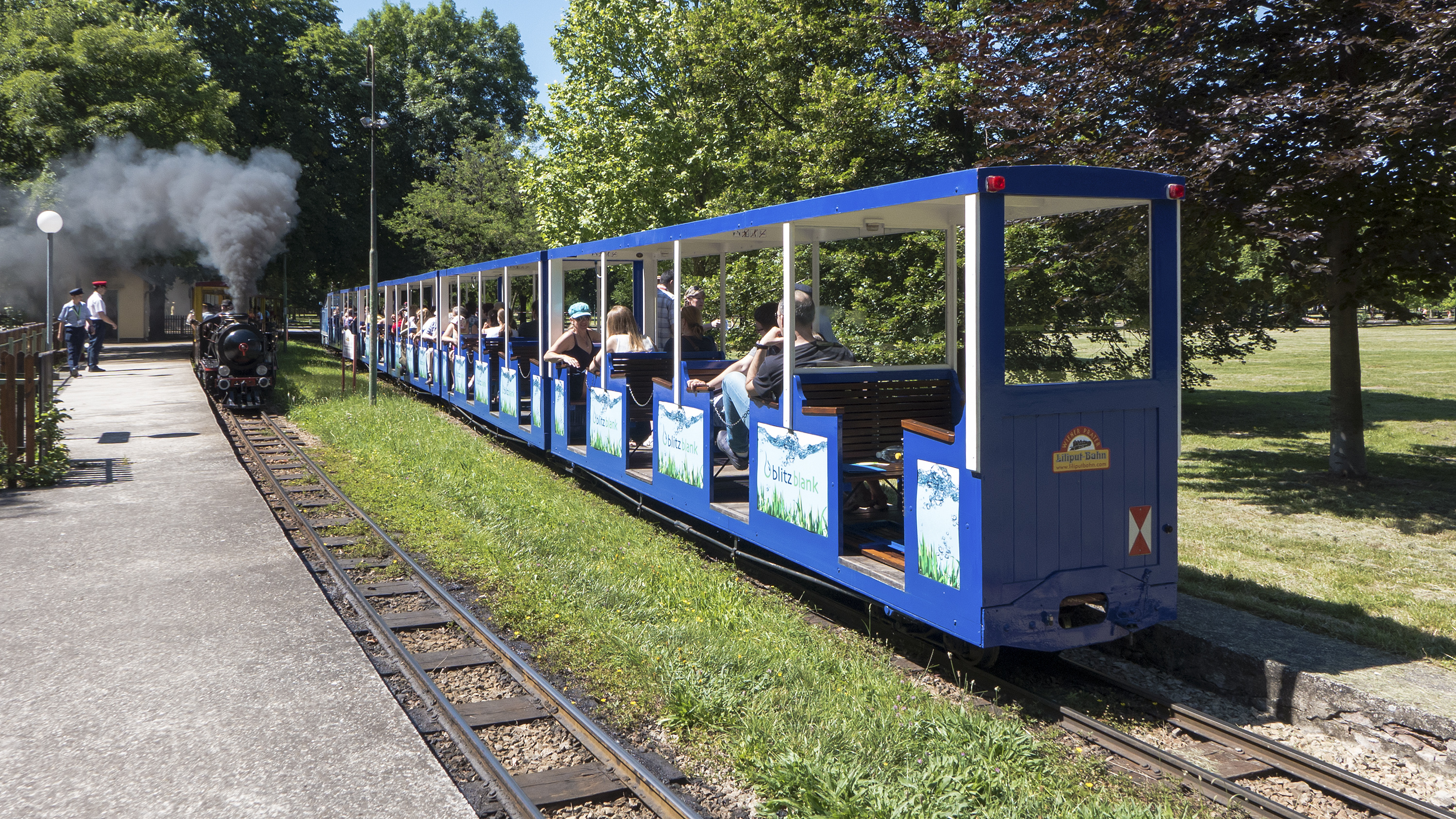
Waggons in der Station Rotunde
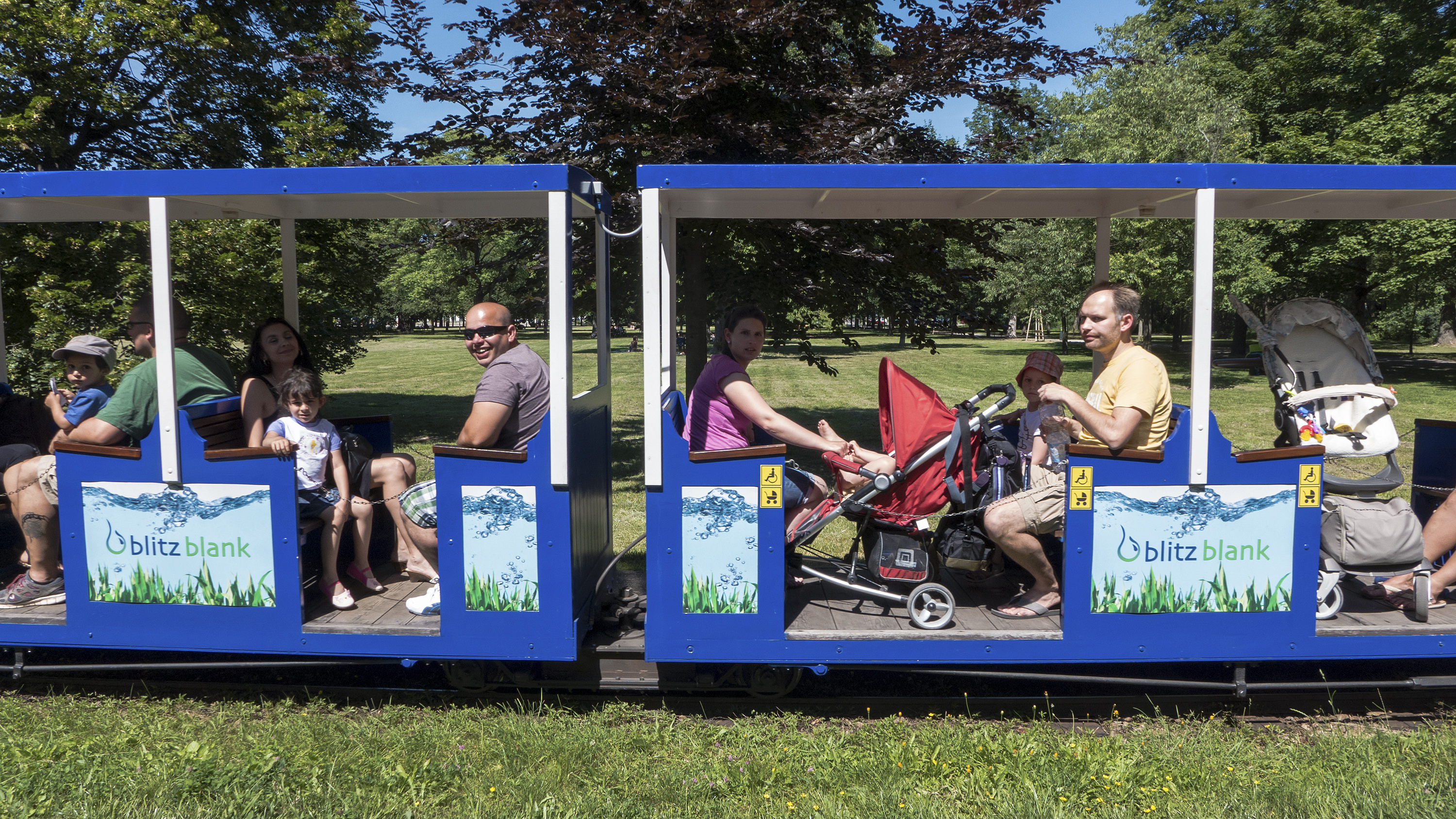
Waggon, Detail
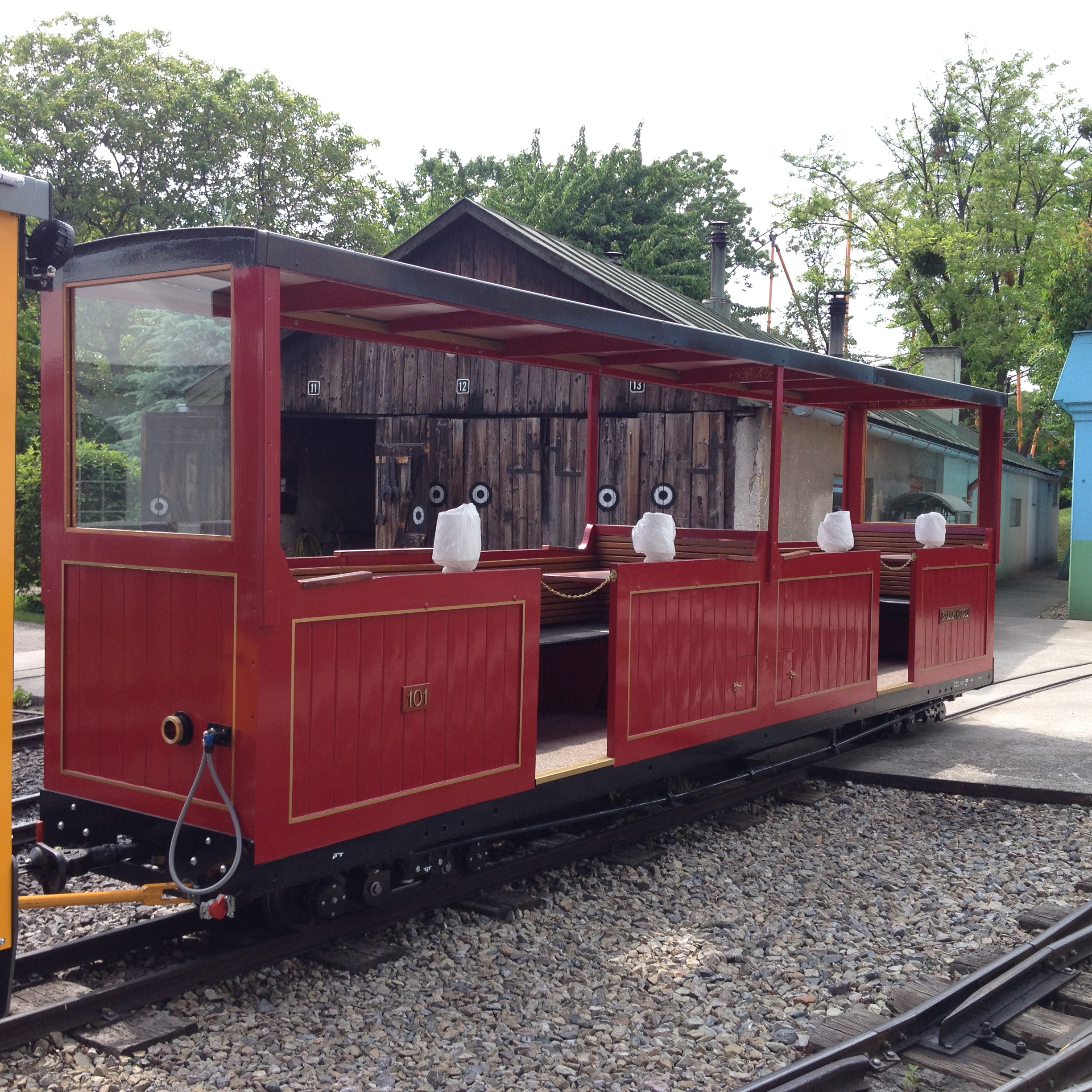
Der Salonwagen 101 seit 2015
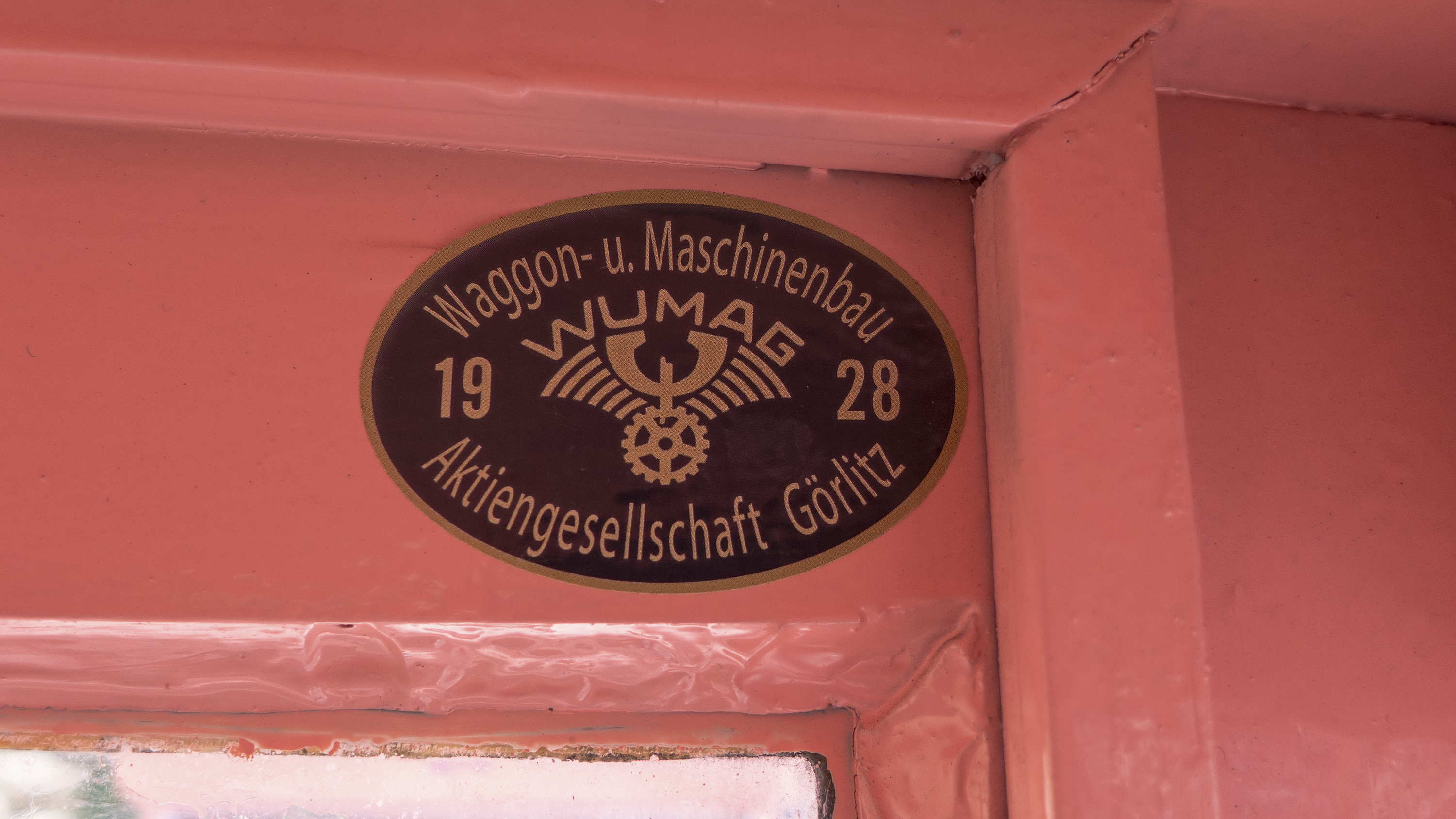
Plakette des Waggon-Herstellers

### Hilfsfahrzeuge
Die Liliputbahn verfügt über eine Reihe von Hilfsfahrzeugen, die für den Transport von Lasten benutzt werden und größtenteils von Hand geschoben oder gezogen werden. Ursprünglich gab es ab 1960 eine Benzin-Draisine, die über einen 22 PS starken Zweizylinder-Motor verfügte und für Verschubaufgaben eingesetzt werden konnte. Das Fahrzeug war namen- und nummernlos und wurde vom Personal wegen seiner enormen Zugkraft „Gigerl“ genannt, ein österreichischer Dialektausdruck für ein kleines Pferdchen. Das Fahrzeug wurde Mitte der 1990er-Jahre nach einem Motorschaden abgestellt.
Seither existierten nur mehr kleine, teils handbetriebene Fahrzeuge: Der Hilfszugwagen X 100 als Werkzeugtransporter, der Schotterwagen X 99, der Transportwagen X 98, die Plateauwägen X 97 und X 96 sowie der Wasserwagen X 95. Eine neue Draisine (X 92) wurde in der eigenen Werkstätte 2014 komplett neu gebaut. Sie wird von einem Zweizylinder-Dieselmotor und der Antriebstechnik eines Aixam Mopedautos angetrieben und auf den Namen „Gigerl II“ getauft. Das Fahrzeug kann gleichwertig Vor- und Rückwärtsfahrten und wird für den leichten Remisen- und Baustellenverschub verwendet.
Ein handgeführter Kranwagen (X90) wurde als Maturaprojekt 2019 von Schülern des Technologischen Gewerbemuseums konstruiert und großteils gefertigt. Als Kran wurde ein fabrikneuer Palfinger PC 3800 COMPACT zugekauft. Die Montage der Elektrik und der Hydraulik sowie die endgültige Inbetriebnahme wurde durch die eigene Werkstätte durchgeführt.

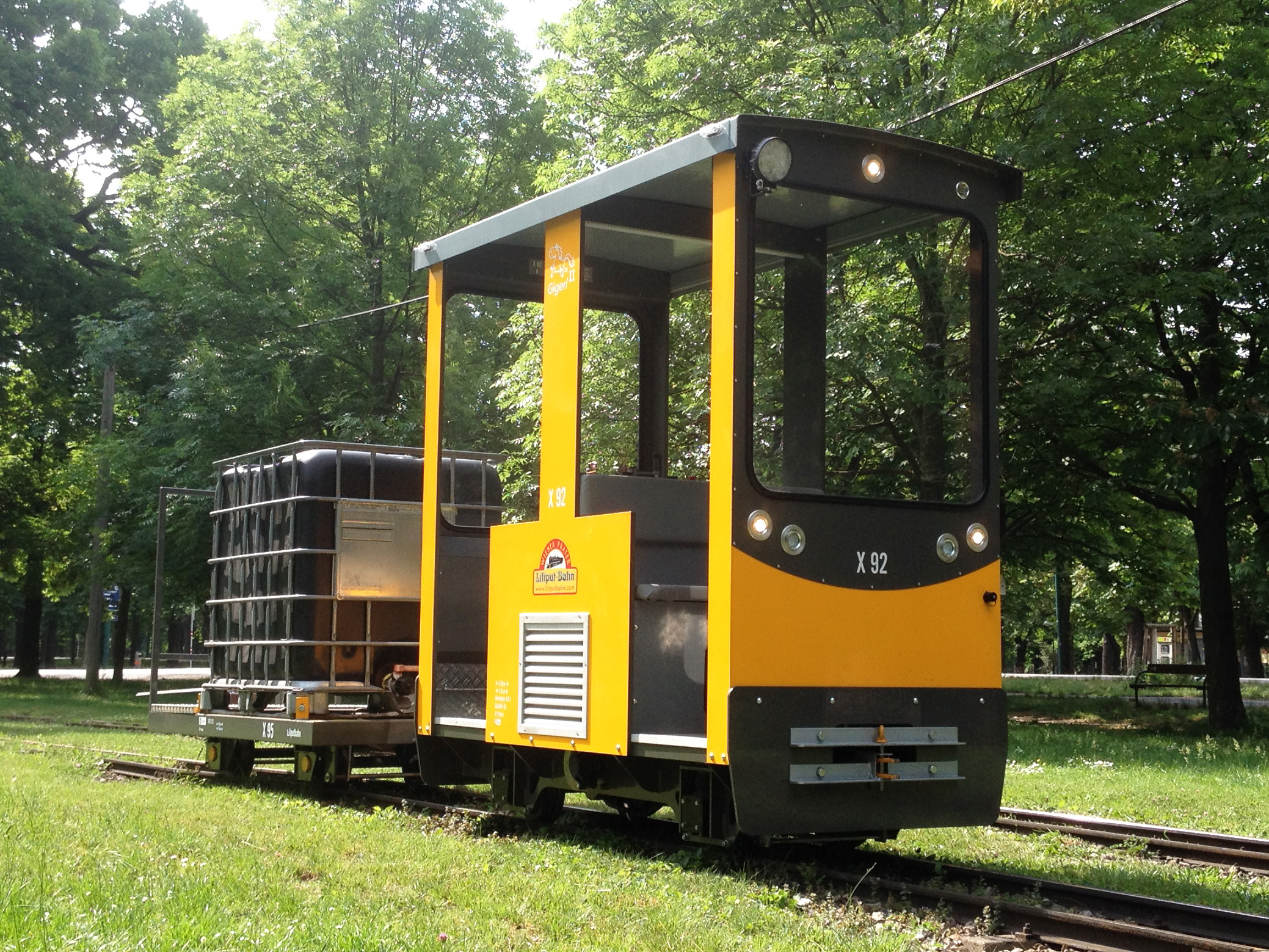
Draisine X92 mit Wasserwagen X95

### Signal- und Sicherungstechnik

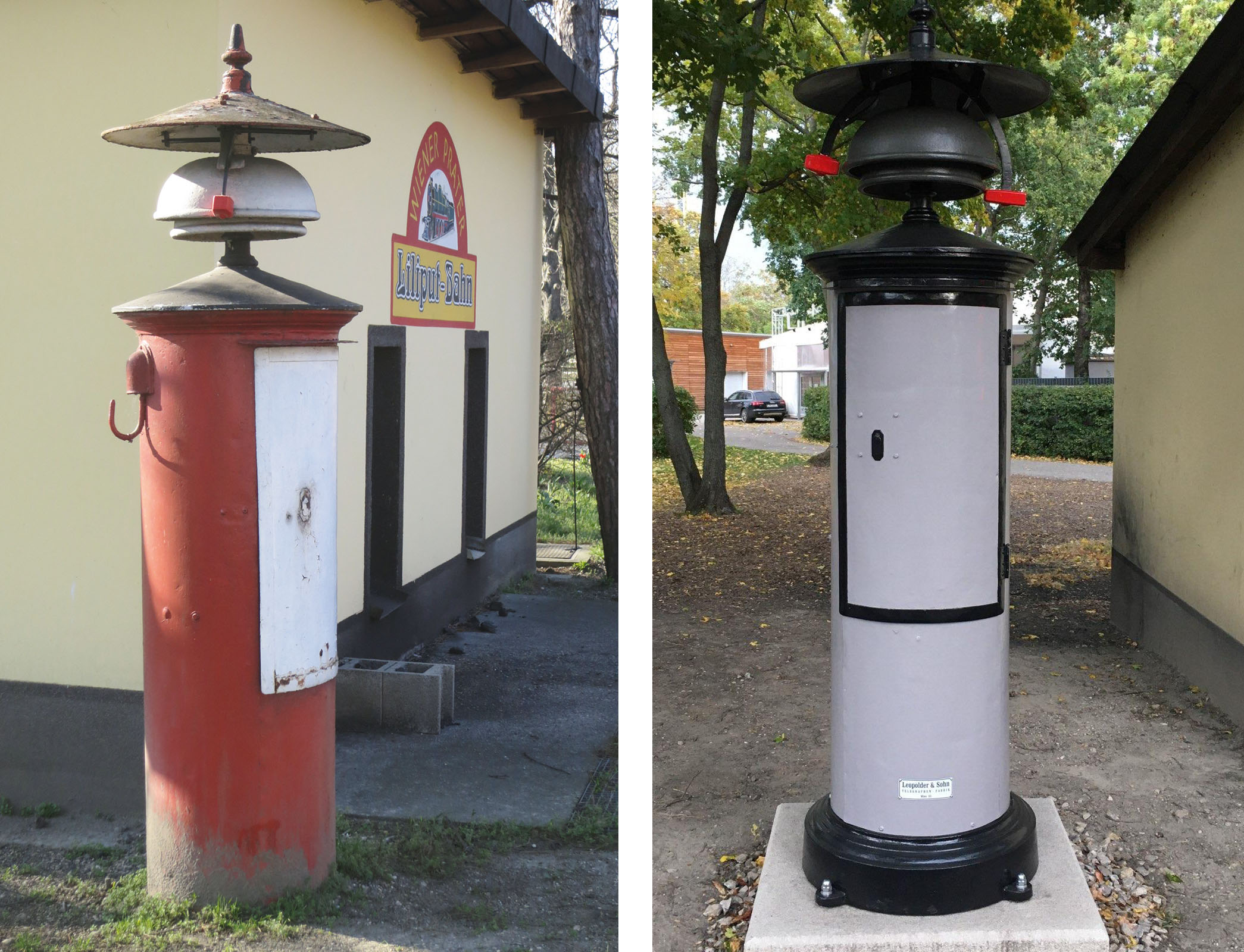
Läutewerk der Wiener Liliputbahn von 1870 vor (links) und nach (rechts) der Generalsanierung.

Entlang der Strecke gibt es keine Kreuzungen oder Weichen; die Züge fahren auf Sicht. Es ist also keine Sicherungstechnik erforderlich. Es gab zwar von Anfang an einige Signale neben den Gleisen, diese waren aber funktionslose Attrappen und dienten nur als Dekoration.
Dies änderte sich 1941 mit der Inbetriebnahme der dritten Lokomotive. Nun konnte es vorkommen, dass ein Zug beim Hauptbahnhof eintraf, während ein anderer noch am Bahnhof stand. Als Lösung wurde unmittelbar links vom Kohlebunker ein Läutewerk installiert, das über Gleiskontakte gesteuert wurde. Bei Ertönen des Signals war der am Bahnhof stehende Lokführer angewiesen, möglichst rasch loszufahren, um das Gleis freizumachen. Das „Mantelbuden-Läutewerk“ mit zwei Glocken wurde gebraucht gekauft. Es war um 1870 von der Wiener Firma Leopolder gebaut worden. Wie durch ein Wunder überlebte das Läutewerk den Zweiten Weltkrieg, und ist somit das älteste Objekt der Liliputbahn. Das Gerät wurde in der Folge mehrmals restauriert und modernisiert, und ist heute voll funktionsfähig. Es ist das einzige noch betrieblich genutzte Läutewerk Österreichs.
In den letzten Jahren wurden am Hauptbahnhof zwei funktionsfähige Lichtsignale aufgestellt. Sie unterteilen den Bahnhofsbereich in zwei Blöcke und helfen mit, den Betriebsfluss regelmäßiger zu gestalten.

## Betrieb
Die Liliputbahn hat keine Konzession als Eisenbahnunternehmen und benötigt auch keine. Sie ist als Prater-Fahrgeschäft konzessioniert. Das Unternehmen firmiert als „Liliputbahn im Prater GesmbH“; Alleingesellschafterin ist Susanna Kleindienst-Passweg, die Tochter von Jakob Passweg. Geschäftsführerin ist Anna Kleindienst-Jilly (eine Enkelin von Jakob Passweg).
Verantwortlich für Technik und Betrieb war Ronald Durstmüller, der die Liliputbahn nicht nur als ernstzunehmenden Bahnbetrieb, sondern auch als Träger neuer technischer Innovationen in der Fachwelt bekannt gemacht hat. Er hat das Unternehmen allerdings im November 2022 verlassen.
Die als Familienunternehmen rein privatwirtschaftlich geführte Gesellschaft betreibt unter der Dachmarke Lilis Welt neben der Liliputbahn auch die Donauparkbahn, sowie weitere Fahrgeschäfte im Prater, wie die „Dizzy-Mouse“, „Aquagaudi“, „Sturmboot“. Ebenfalls betrieben werden Wegebahnen: Der „Praterzug“ im Wurstelprater, der „Vienna Heurigen Express“ von Heiligenstadt über den Nussberg auf den Kahlenberg und von 2017 bis 2021 der „Vienna Heurigen Express II“ von Strebersdorf über Stammersdorf auf den Bisamberg.
Die meisten Mitarbeiter sind Saisonkräfte. Im Winter wird nur der Werkstättenbetrieb aufrechterhalten, in der Sommersaison beträgt die Zahl der nur bei der Bahn beschäftigten Personen  etwa 10, dazu unterstützen den Betrieb auch zahlreiche junge und alte Eisenbahner, die geringfügig mithelfen.

## Eisenbahnrechtliche Rechtsprechung
Wegen einer nicht beachteten Anweisung gerieten im Spätsommer 1965 ein Fußgänger und ein Lokführer der Liliputbahn in Streit, wobei der Passant den Bahnangehörigen bedrohte, diesen im Verfahren als Liliputaner bzw. Liliputler bezeichnete und damit eine feindselige Einstellung bekundete. Der Fall ging bis vor den Obersten Gerichtshof, der in seinem Urteil feststellte, dass die Liliputbahn rechtlich eine Eisenbahn ist und ihre Bediensteten daher Schutz als obrigkeitliche Personen genießen, unabhängig vom Tragen einer Dienstuniform.
Im August 2010 wies der Verwaltungsgerichtshof die Beschwerde eines Autolenkers als unbegründet ab, der 2007 sein „Kraftfahrzeug ca 4 m vor den Gleisen der in beiden Richtungen fahrenden und die Kaiserallee querenden Liliputbahn, und damit unmittelbar vor einer Eisenbahnkreuzung abgestellt [hatte], obwohl das Halten, Parken oder Umkehren unmittelbar vor oder nach einer Eisenbahnkreuzung verboten ist, wenn durch das haltende, parkende oder umkehrende Fahrzeug der Lenker eines anderen Fahrzeuges gehindert wird, die Annäherung eines Schienenfahrzeugs rechtzeitig wahrzunehmen.“ Der Beschwerdeführer wollte mit der Beschwerde den Bescheid des Unabhängigen Verwaltungssenats Wien vom 15. Oktober 2008, betreffend Übertretung des Eisenbahngesetzes und der Eisenbahn-Kreuzungsverordnung bekämpfen. Der Autolenker hatte demnach § 124 Abs 1 iVm § 47c des Eisenbahngesetzes 1957 iVm § 16 Abs 2 lit d der Eisenbahn-Kreuzungsverordnung 1961 verletzt, sohin wurde über ihn gemäß § 124 des Eisenbahngesetzes 1957 eine Geldstrafe in der Höhe von 105 Euro mit einer Ersatzfreiheitsstrafe von 18 Stunden verhängt.

## Kurioses

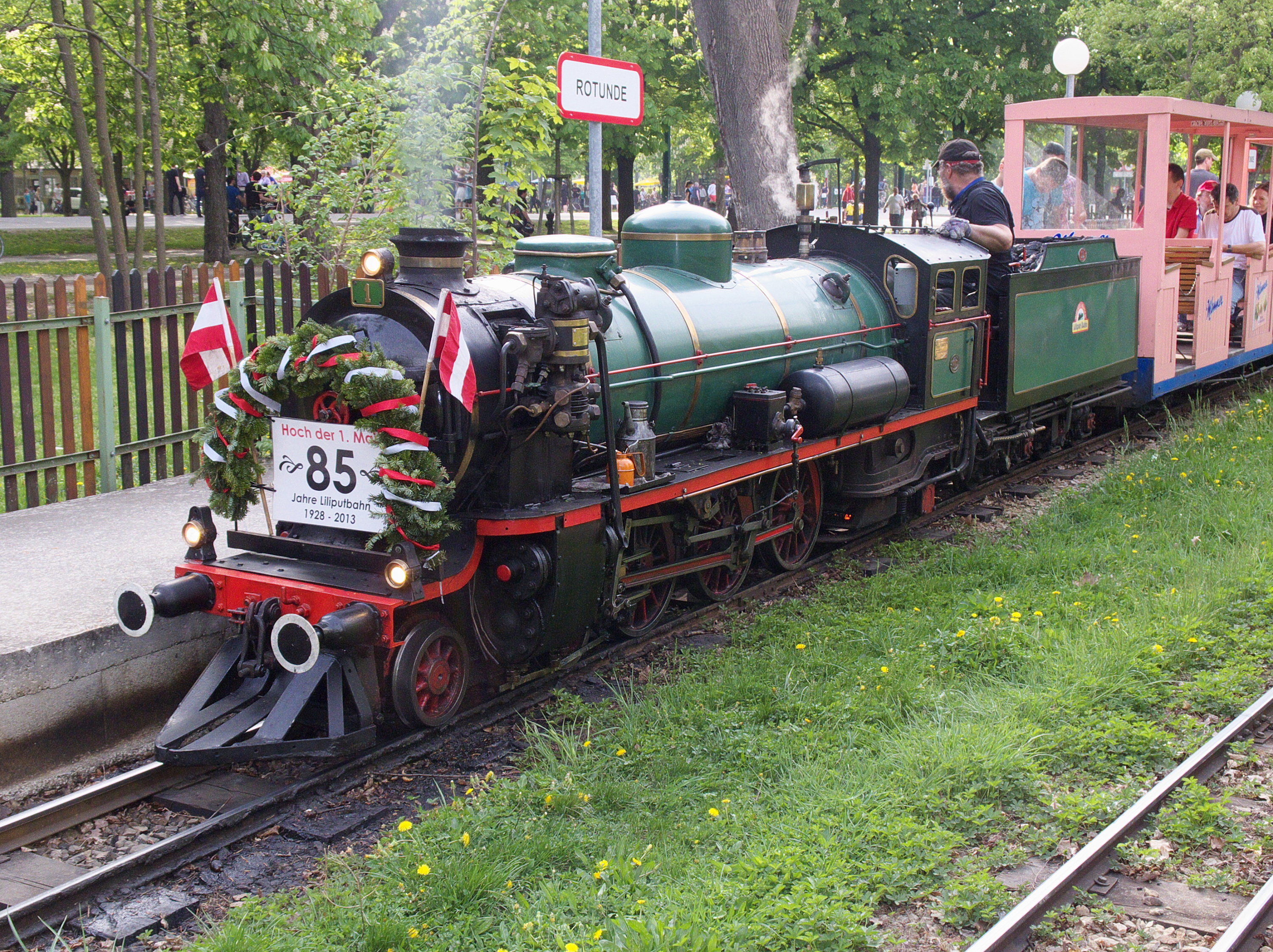
Da1 mit Jubiläumszug „85 Jahre Liliputbahn“ am 1. Mai 2013.

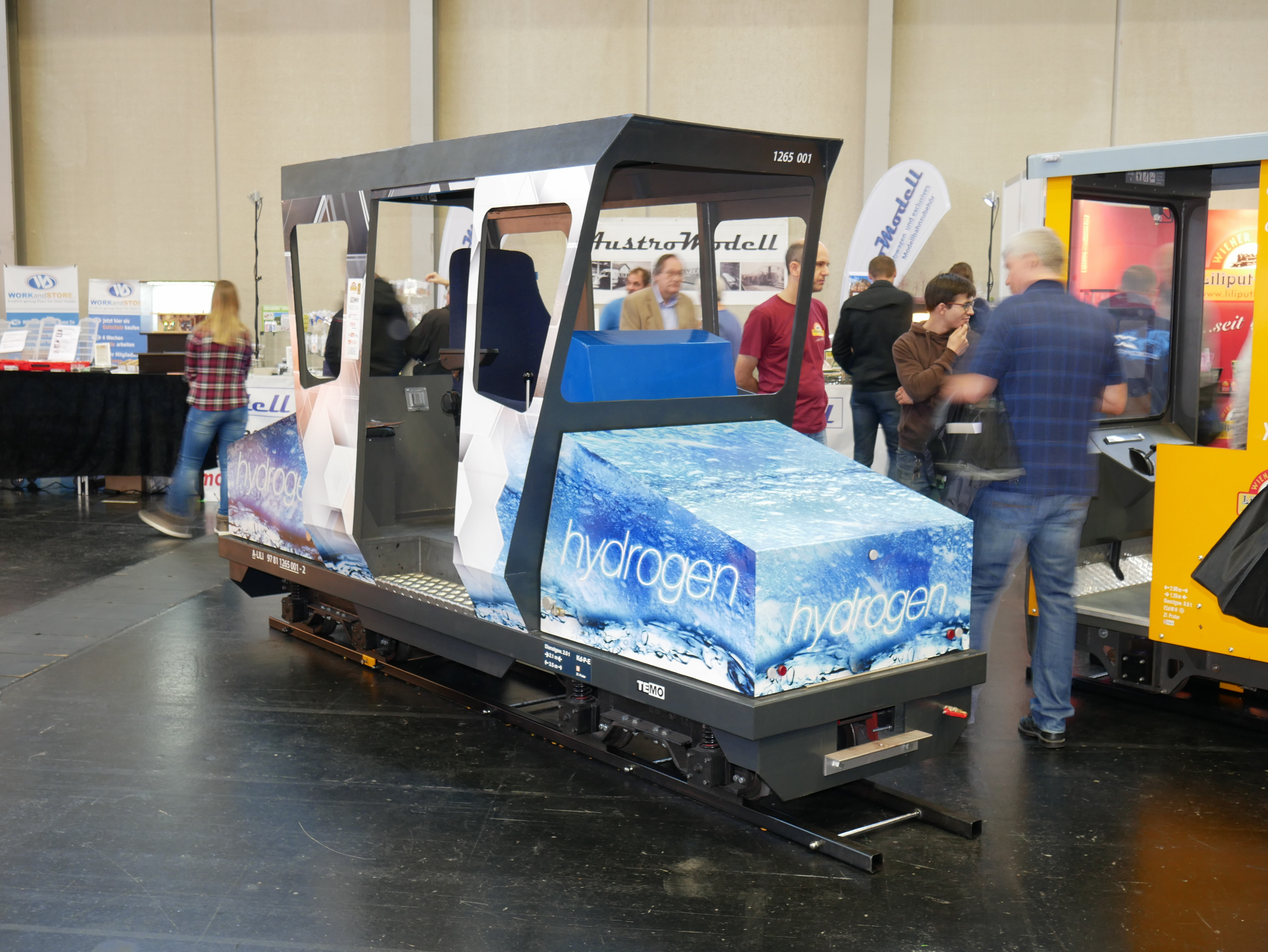
Die Wasserstofflokomotive Hydro-Lilly auf der Wiener Modellbaumesse 2018

Als „Störenfried“ betätigte sich die Liliputbahn gegenüber den im Varieté Leicht (1945 abgebrannt) auftretenden Künstlern. Da die Gleise unmittelbar am Leicht-Varieté vorbeiführten, übertönten die Fahrgeräusche und das Pfeifen der Lokomotiven die Vortragenden. Diese mussten dann die Pointen ihrer Witze so hinauszögern, dass sie nicht im Lärm untergingen.
Von März 2009 bis 2018 veranstalteten Pfadfinder hier jährlich das verrückteste Draisinenrennen der Welt. Bis zu 16 Zweier-Teams mit 8 Jahre Mindestalter pilotierten faschingsumzugsmäßig selbstgebaute Handhebeldraisinen auf der 381-mm-Spur.
Der stärkste Tag der Liliputbahn ist der 1. Mai. Dieser Tag hat im Prater eine lange Tradition als jährliche Feier des Beginns der neuen Pratersaison. Ab 1890 wurde an diesem Tag auch der Tag der Arbeit gefeiert. Für die Liliputbahn hat das Datum eine weitere Bedeutung, da es ihr Geburtstag ist – sie wurde ja am 1. Mai 1928 eröffnet. Falls schönes Wetter herrscht, ist der Andrang enorm. Es kommen meist vier Züge zum Einsatz und es fahren beide Dampfloks. Die gelbe Lok D4 fährt normalerweise an diesem Tag nicht, sondern dient als taktische Reserve: Während die übrigen Loks nur über einen langsamen Rückwärtsgang verfügen, kann die D4 in beiden Fahrtrichtungen gleich schnell fahren. Sie steht daher in Bereitschaft, um notfalls einen defekten Zug rasch von der Strecke zu ziehen.
Im April 2018 wurde von der Liliputbahn in Zusammenarbeit mit externen Firmen ein Fahrzeug mit Wasserstoff-Brennstoffzellen-Hybridantrieb entwickelt, um für die Verkehrsforschungskonferenz Transport Research Arena zum Thema als Demonstrationsobjekt zu dienen, nachdem eine Hybrid-Lokomotive aus Großbritannien wider Erwarten nicht verfügbar war. Die mit dem Spitznamen Hydro-Lilly versehene als 1265.001 bezeichnete Lokomotive erinnert in ihrer Kastenform an die ÖBB Verschublok der Reihe 1163 und ist die einzige der Liliputbahn, die mit einer UIC-Nummer (A-LILI 97 81 1265 001-2) versehen ist.
Im Sommer 2018 wurde die orange Diesellokomotive D2 der Donauparkbahn, genannt „Walzenlok“ wegen ihrer als Walzen ohne Spurkranz ausgeführten hinteren Treibräder, vorübergehend in den Prater überstellt und für die Jubiläumsfeierlichkeiten dort eingesetzt, wo die Maschine bereits im Jahr 1963 für kurze Zeit zu Erprobungszwecken verkehrte.

## Unfälle

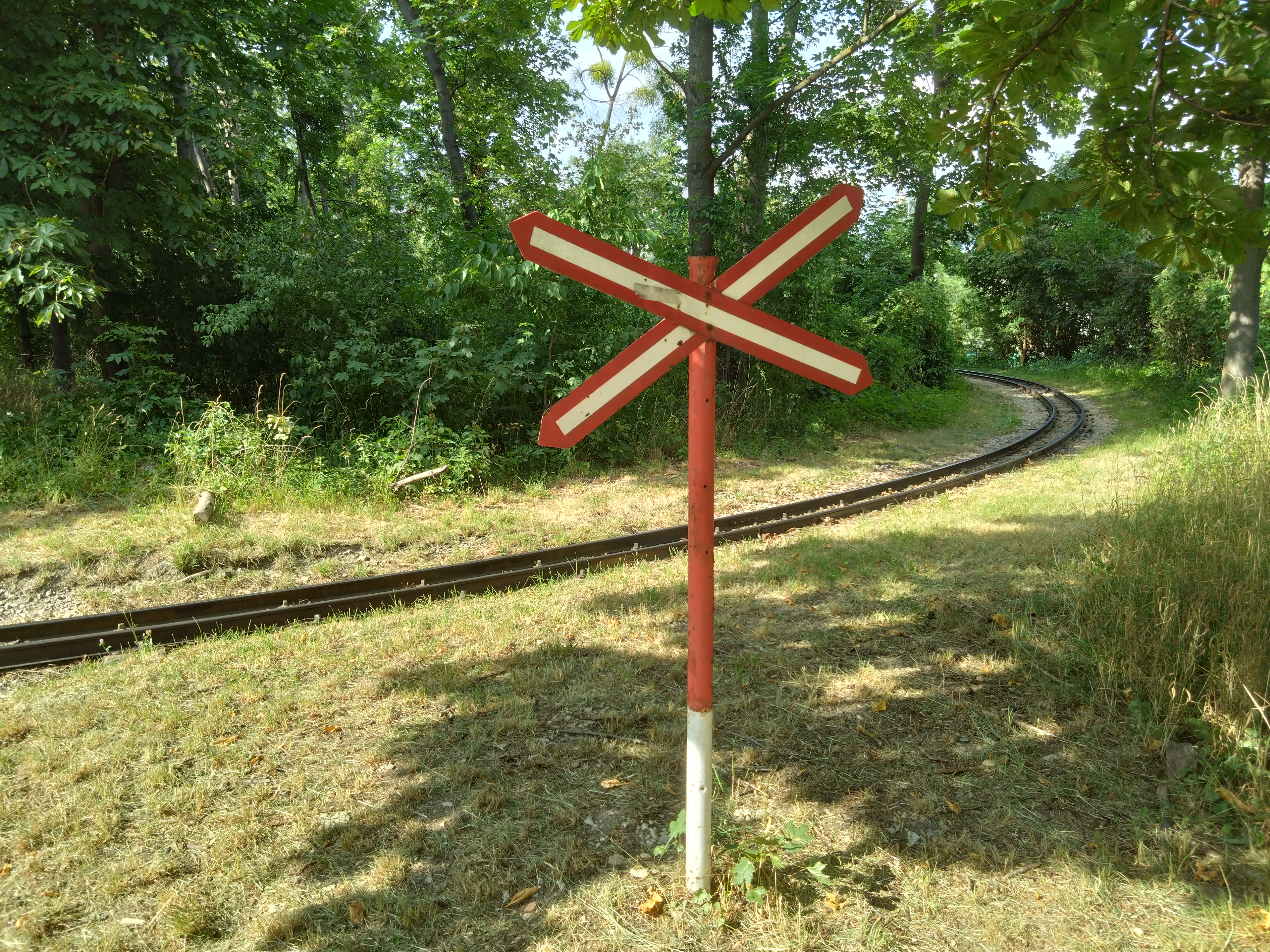
Andreaskreuz an der Bahnstrecke

Am 24. Mai 1954 kam es zu einem aufsehenerregenden Unfall, als die Richtung Praterstern fahrende Liliputbahn ein von vier Schimmeln gezogenes historisches Fiakergespann (Landauer) rammte, das trotz Warnsignalen an dem zur Waldsteingartenstraße führenden Bahnübergang () die Gleise überquerte. Die Insassen der Kutsche wurden dabei ebenso verletzt wie mehrere Besucher des nächstgelegenen Gasthauses, die im Gastgarten von den scheuenden Pferden niedergetrampelt wurden. Beim Prozess Anfang Dezember 1955 wurde der Lokführer von jeder Schuld freigesprochen, der 71-jährige Fiakerfahrer allerdings wegen des Vergehens gegen die Sicherheit des Lebens zu drei Monaten bedingten Arrests verurteilt.
Am 26. Juni 2020 rammte ein Kleinbus, besetzt nur mit der Lenkerin, rückwärts fahrend bei einem unbeschrankten Bahnübergang, gesichert mit Stop-Tafeln und doppelten Andreaskreuzen, die gelbe Diesellok eines Zugs, der wohl wegen starken Regens und Hagels mit nur einem Fahrgast besetzt war. Die Lok entgleiste, kam mit etwa 40° Schräglage zum Stehen und wurde nur gering beschädigt, der Bus erheblich.
Am 7. April 2024 entgleiste die Diesellokomotive D2 der Liliputbahn, wobei alle Waggons aufrecht stehen blieben und es zu keinen Verletzten kam. Im Bereich der Unfallstelle wurden in der Folge Metallgegenstände, Steine und Schrauben gefunden. Aufgrund des Verdachts, dass diese mutwillig platziert wurden, wurde Anzeige wegen schwerer Sachbeschädigung erstattet.

## DVD
- Rudolf Werner und Christian Pühringer: Bahn im Film: Die Liliputbahn im Prater. 1998.
- Erich Reisenberger: Dampfend durch Österreich: Die Liliputbahn – Durch den Wiener Prater. Gladbeck 2003.
- HME Media: Liliput-Bahn: Teil 1 (82 Minuten): Eine Runde zum Vergnügen. 2019.
- HME Media: Liliput-Bahn: Teil 2 (82 Minuten): Hinter den Kulissen der Liliputbahn. 2020.